# Art maya

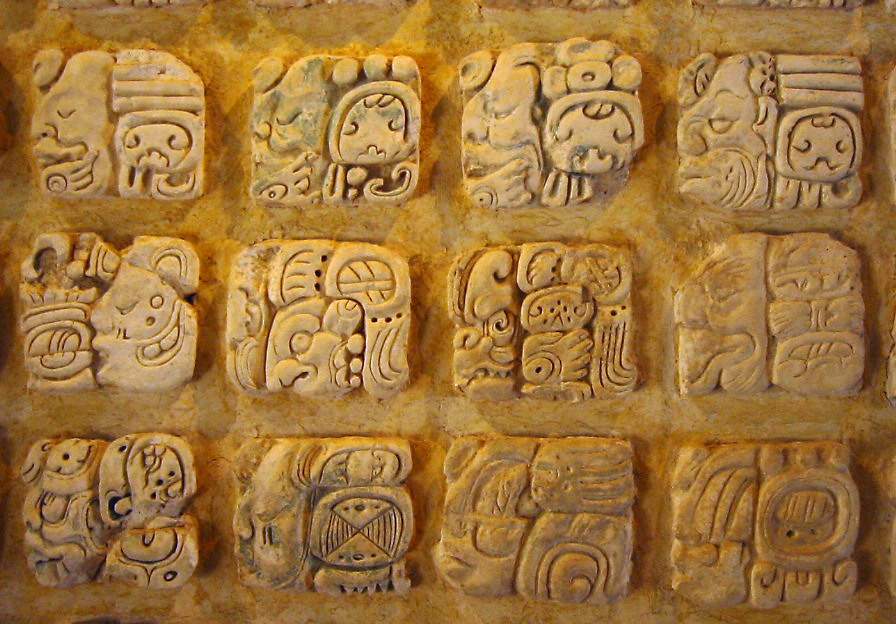
Un exemple d'écriture maya.

L'art maya est considéré par certains[Qui ?] comme étant le plus sophistiqué et le plus beau de toute l'Amérique précolombienne. Le style distinct de l'art maya qui se développe durant la période préclassique  (1500 av. J.-C. à 250 apr. J.-C.), lors de l'Époque I et II, reçut les influences de la civilisation olmèque. D'autres civilisations mésoaméricaines, incluant Teotihuacan et les Toltèques, affectèrent l'art maya, qui atteignit son apogée durant la période de la civilisation classique ou Époque III (environ 200 à 900 apr. J.-C.). Les Mayas sont célèbres pour leur utilisation du jade, de l'obsidienne et du stuc.

## Style et caractère
Quelques pièces de l'art maya sont de nature spirituelle, destinés à apaiser ou à s'attirer la faveur divine. La plupart des objets mayas qui sont parvenus jusqu'à nous sont d'origine funéraire ou rituelle. Les Mayas n'utilisaient pas d'outils métalliques ni de tour de potier ; cependant ils réussirent à créer des 

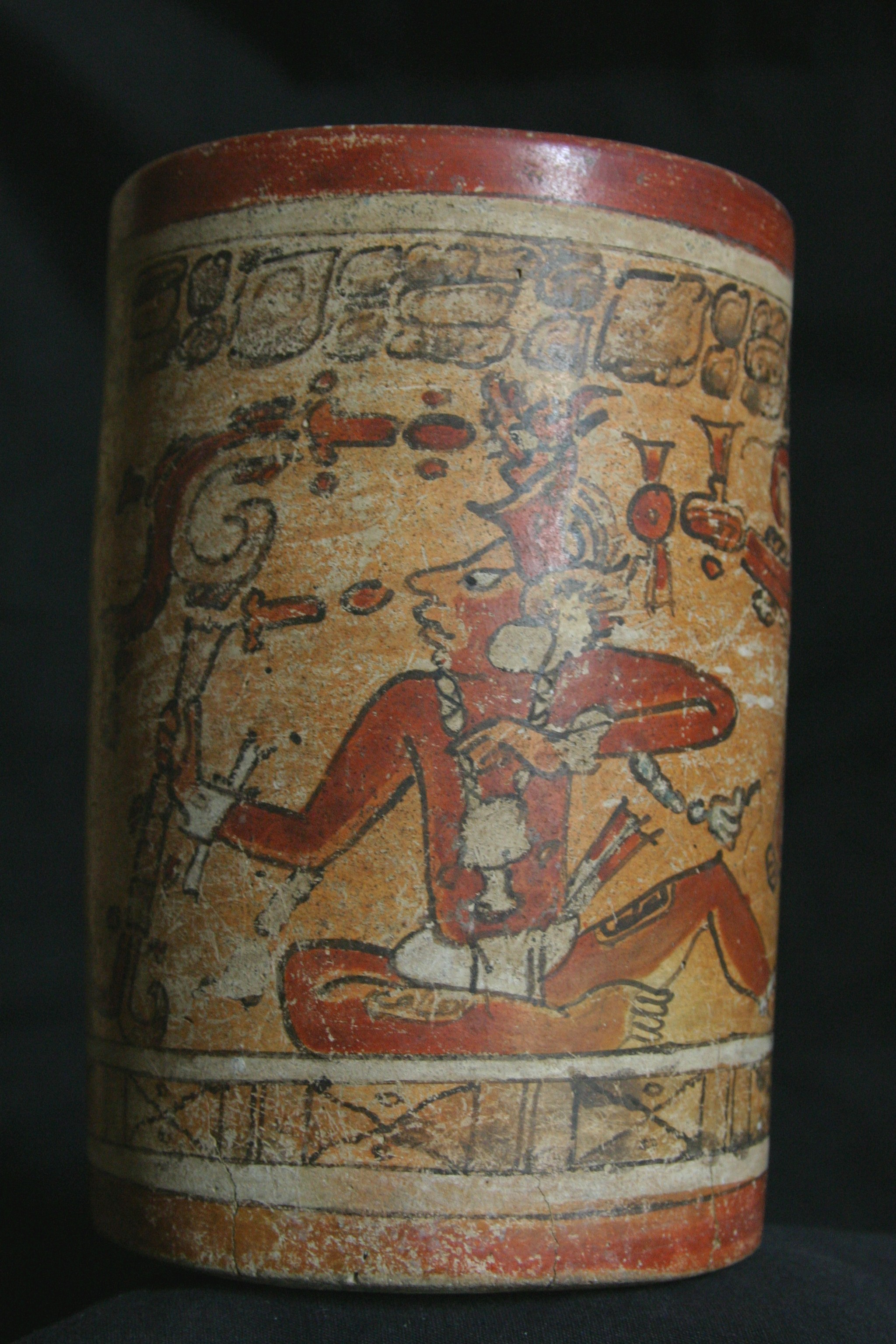
Vase peint, style Chama
700-850 apr. J.-C.
Lombards Museum

œuvres d'art hautement belles et détaillées. Souvent, l'art maya dépeint les divinités, les grands dirigeants, les héros légendaires, les scènes religieuses et la vie quotidienne occasionnellement. Le centre d'intérêt des œuvres d'art mayas se situe dans les figures humaines (que ce soit les divinités ou les mortels). Les animaux et les motifs stylisés sont destinés habituellement à décorer la poterie et d'autres objets. L'écriture maya, qui peut être considérée comme une forme d'art elle-même, apparaît sur la plupart des statues et des sculptures.

## Formes d'art
L'art maya a de nombreuses formes, des minuscules pièces de jade sculpté aux gigantesques pyramides et stèles. La suprématie de la religion maya peut être discernée à travers toutes ces formes d'art. Beaucoup d'objets ont un propos spirituel ou religieux.

## Céramique
Les Mayas ne connaissaient pas le tour de potier et réalisaient généralement les pièces par façonnage de colombins. Les potiers mélangeaient l'argile avec un dégraissant (par exemple de la cendre volcanique ou de la calcite) pour éviter que la poterie ne se brise à la cuisson. Ensuite, ils enduisaient les récipients de différents engobes à base d'argile composée de particules particulièrement fines, afin d'obtenir un effet lustré ("gloss" en anglais). Les pièces étaient décorées au moyen de diverses méthodes : modelage, altération de la surface par incision, excision ou gravure, peinture. La cuisson avait lieu à une température assez basse, 500 à 700 degrés.

### Récipients
Les céramiques étaient utilisées comme vaisselle de table au cours de festins de la classe dirigeante, comme l'indique par exemple l'inscription yuk'ib (récipient pour boire) qui accompagne une catégorie de récipients. Elles étaient également déposées dans des tombes. Enfin, elles jouaient le rôle de "monnaie sociale, c'est-à-dire de cadeaux, qui circulaient au sein de l'élite maya. Dans la plupart des régions, ce sont ces classes privilégiées qui possèdent le plus de céramiques polychromes, mais archéologiquement, on ne discerne pas de clivage social net, si ce n'est pour les céramiques figuratives sophistiquées accompagnées d'inscriptions hiéroglyphiques. Dans certains cas, le nom de l'artiste apparaît. Le plus célèbre parmi les artistes identifiés par les céramologues s'appelait lui-même Aj Maxam, autrement dit « Celui de Maxam », du nom d'une entité politique maya.
Les textes de certains vases sont constitués de pseudo-glyphes, ressemblant à de véritables glyphes, mais dépourvus de signification.
La "Primary Standard Sequence" (en français « Séquence Primaire Standard », abrégé au moyen du sigle SPS) est l'inscription principale d'un vase maya. Encerclant le bord supérieur du récipient, elle se compose d'un certain nombre de glyphes récurrents dans le même ordre. Déchiffrée à partir des années 1980, il s'agit d'un genre de formule dédicatoire établie au nom du commanditaire de l'objet, en général un personnage important de la société maya classique. Elle mentionne le type de récipient suivi du nom et des titres de son propriétaire.
A la fin du Préclassique, de nouveaux éléments de céramique apparaissent dans l'aire maya. Les plus caractéristiques sont les récipients tétrapodes à supports mammiformes, la céramique Usulutan à décor négatif, l'engobe de couleur orange, les décorations rouge sur orange et les premiers polychromes noir et rouge sur orange. Vers le Ier siècle apparaissent des récipients dont les supports creux contiennent des billes. Ces billes auraient fait du bruit avec le mouvement, transformant les récipients de service en instruments sonores lors de festins ou d'autres rituels.
Au Classique ancien, les bols à bord annulaire à moulure basale, fermés par un couvercle muni d'un bouton en forme de tête humaine ou animale, jouissent d'une grande popularité. A la fin du IVe siècle, le répertoire des récipients mayas s'enrichit de vases tripodes et stuqués rappelant ceux de la grande cité de Teotihuacan. Ces vases stuqués sont peints après cuisson. Ils se distinguent de la céramique de Teotihuacan par le bouton du couvercle à forme humaine ou animale. Les vases tripodes se maintiennent tout au long du Ve siècle puis disparaissent.

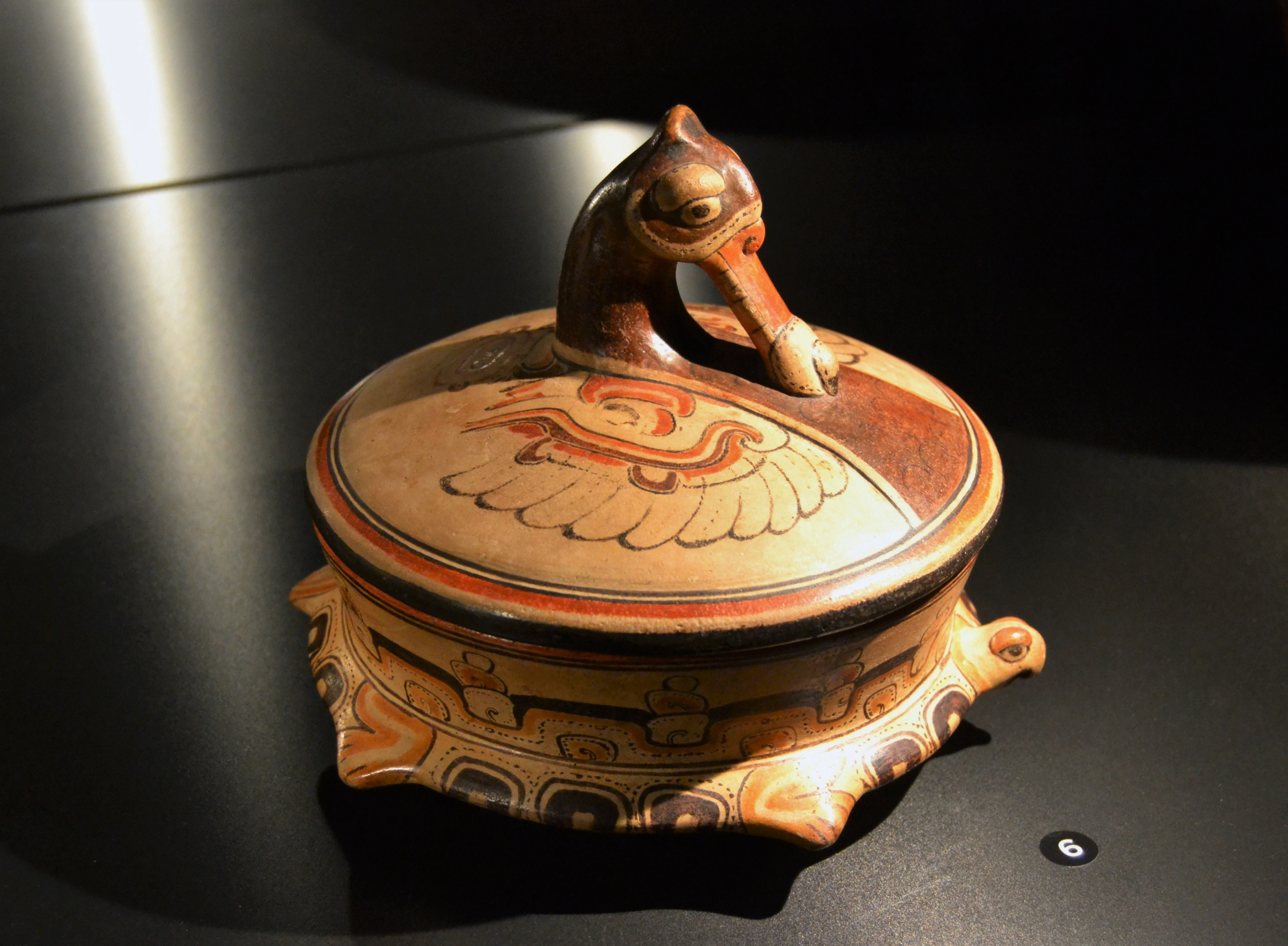
Bol  à moulure basale (Tikal)
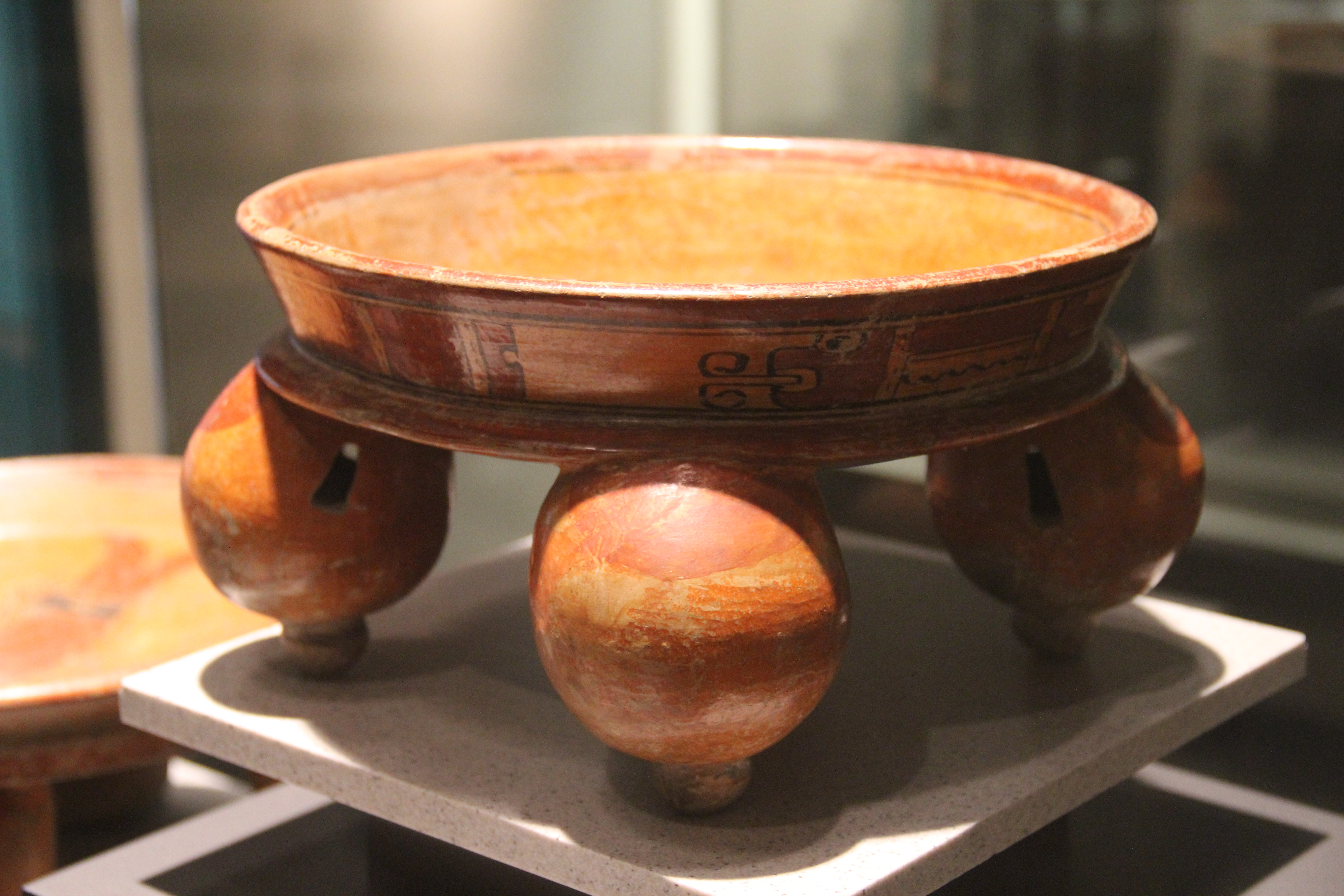
Récipient à supports mammiformes
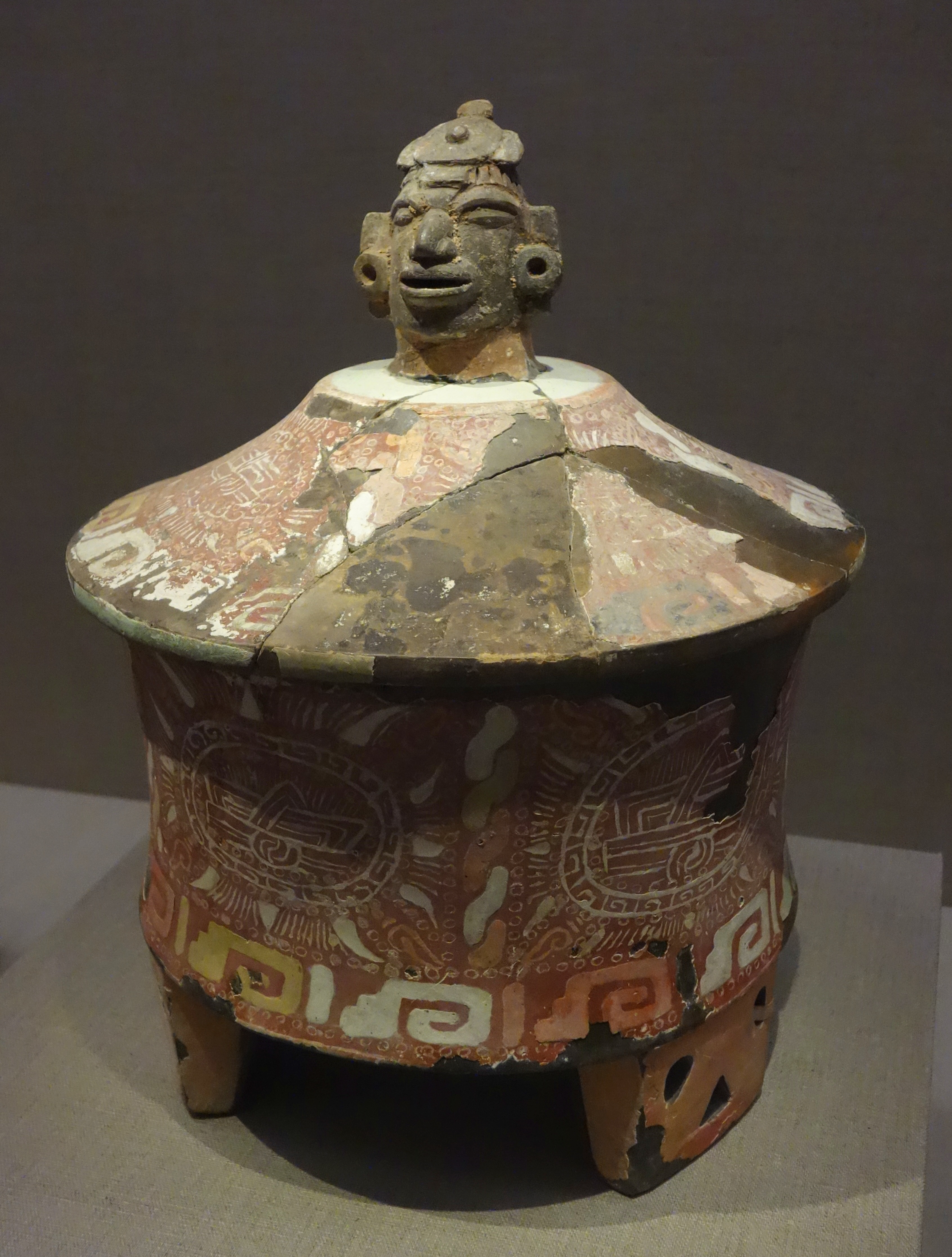
Vase tripode inspiré de Teotihuacan.

Au Classique récent prédominent les décors figuratifs, incisés ou polychromes. 

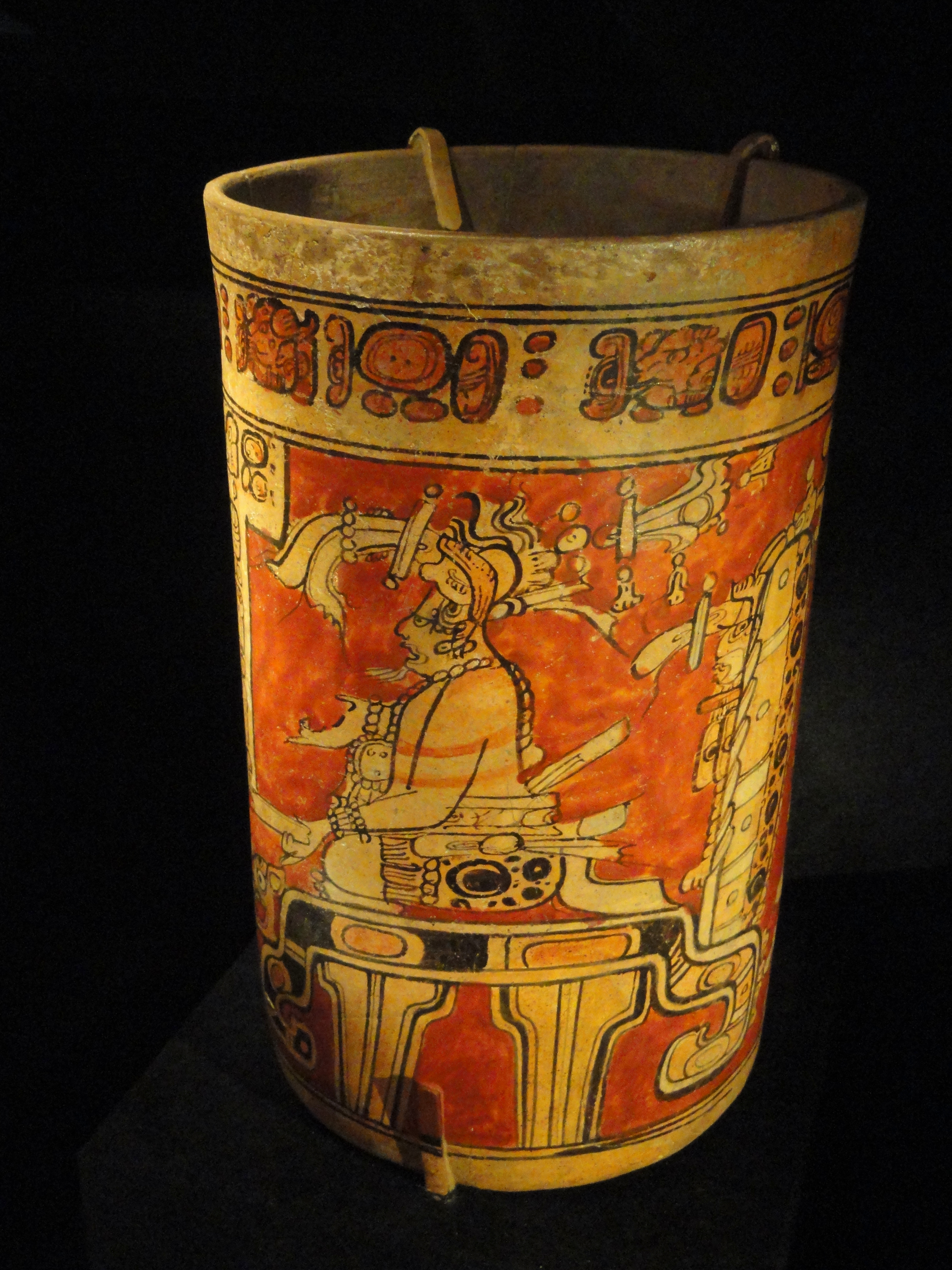
Scène de cour

De nombreux vases peints illustrent des épisodes mythiques qui ont l'inframonde pour cadre. Certaines images sont à rapprocher de passages du Popol Vuh. On trouve fréquemment des scènes de cour où un haut personnage, assis sur son trône, reçoit l'hommage de sujets, accueille des guerriers ou des ambassadeurs, préside des sacrifices.
Les vases cylindriques se prêtent le mieux à la représentation de ces scènes complexes qui traitent de la mythologie ou de la vie à la cour des souverains. La forme cylindrique requiert cependant de la part de l'artiste une habileté exceptionnelle, car celui-ci ne voit qu'une partie de la composition à la fois. La céramique de cette période se décline en nombreux styles régionaux ou locaux, auxquels les céramologues modernes ont donné des noms.
Identifié par les spécialistes dans les années 1970, le style dit "codex", nommé par Michael D. Coe, d'après les livres (ou codex) mayas de l'Époque postclassique, représente l'apogée de la calligraphie maya et de la peinture au trait fin. Répandu dans la région de Calakmul, il se caractérise par des scènes et des textes glyphiques exécutés à l'aide de lignes sombres sur des fonds de couleur crème, la décoration étant généralement encadrée par des bandes rouges sur les bords des récipients.

### Encensoirs
L'encensement était une pratique religieuse courante chez les Mayas, comme dans de nombreuses autres sociétés mésoaméricaines. On a retrouvé des encensoirs (en espagnol 'incensario') dans des contextes très divers, qu'il s'agisse de temples ou de grottes. Les encensoirs en pierre sont rares. Les Mayas leur préfèrent des encensoirs en céramique, plus légers et plus mobiles. L'anthropologue Prudence M. Rice les divise en deux grandes catégories, selon qu'ils soient décorés ou non d'images.
Parmi les exemplaires à images, on compte plus de cent encensoirs particulièrement élaborés provenant des fouilles du Groupe de la Croix à Palenque. Leur nombre donne une idée de leur importance cérémonielle.
Ils sont connus sous le nom d'encensoirs composés, car ils sont constitués de deux éléments : le piédestal et l'encensoir proprement dit. Ce dernier, de forme conique, était un petit récipient, dans lequel on brûlait du copal lors des rituels. D'une hauteur de 80 cm à 110 cm, les piédestaux ou porte-encensoir sont des cylindres creux sur lesquels sont fixées deux parties latérales de forme rectangulaire, appelées ailes. Leur décor est d'une grande richesse : une série d'éléments iconographiques est disposée verticalement. Le masque central, qui montre normalement le visage de l'un des dieux de la triade de Palenque, connus sous les noms de GI et G III. Le sujet le plus représenté est le soleil nocturne. D'autres piédestaux, moins nombreux, comportent des visages humains modelés de manière naturaliste, correspondant peut-être aux ancêtres de la dynastie de Palenque.

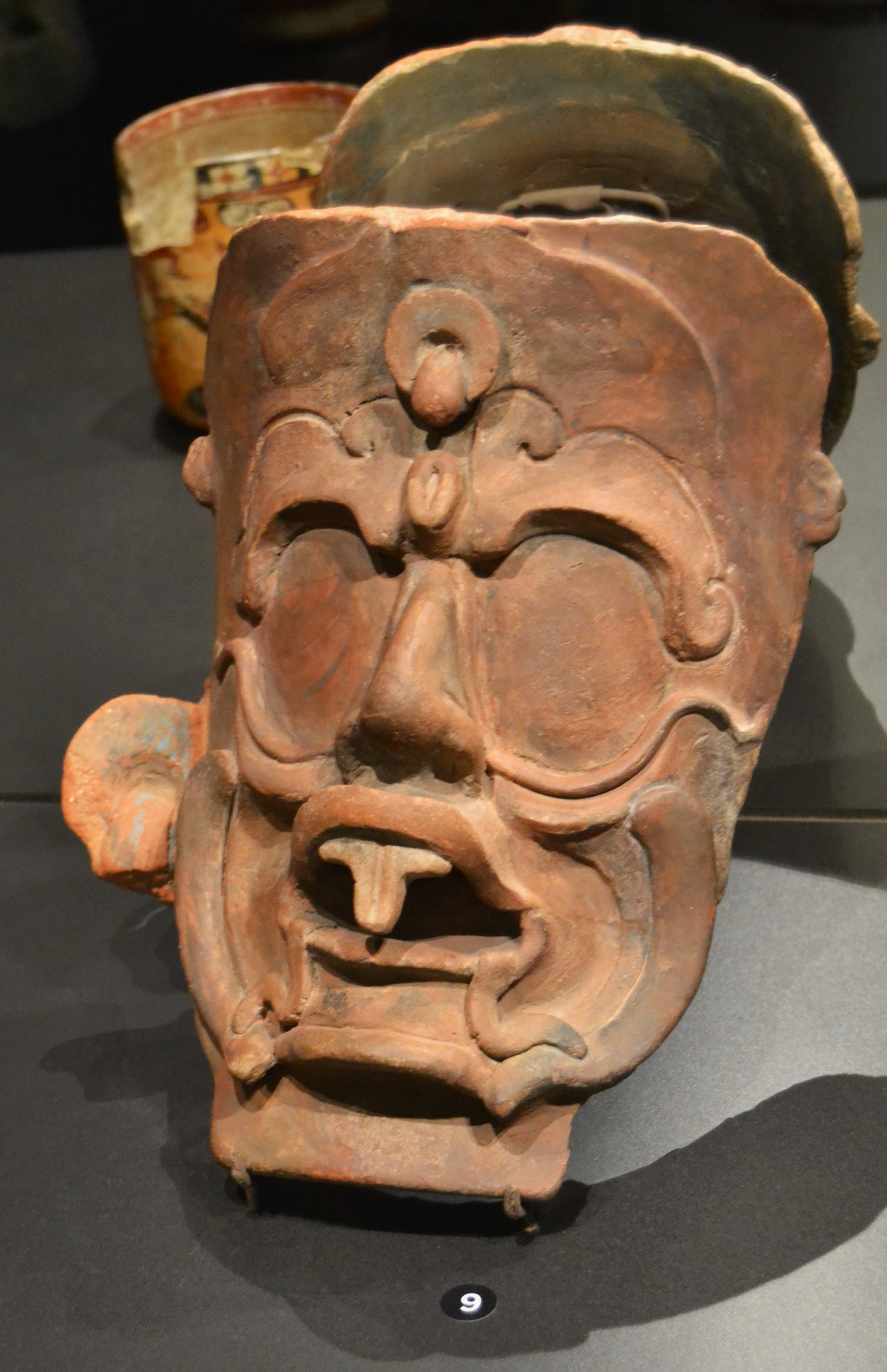
Fragment d'encensoir représentant le dieu GIII.
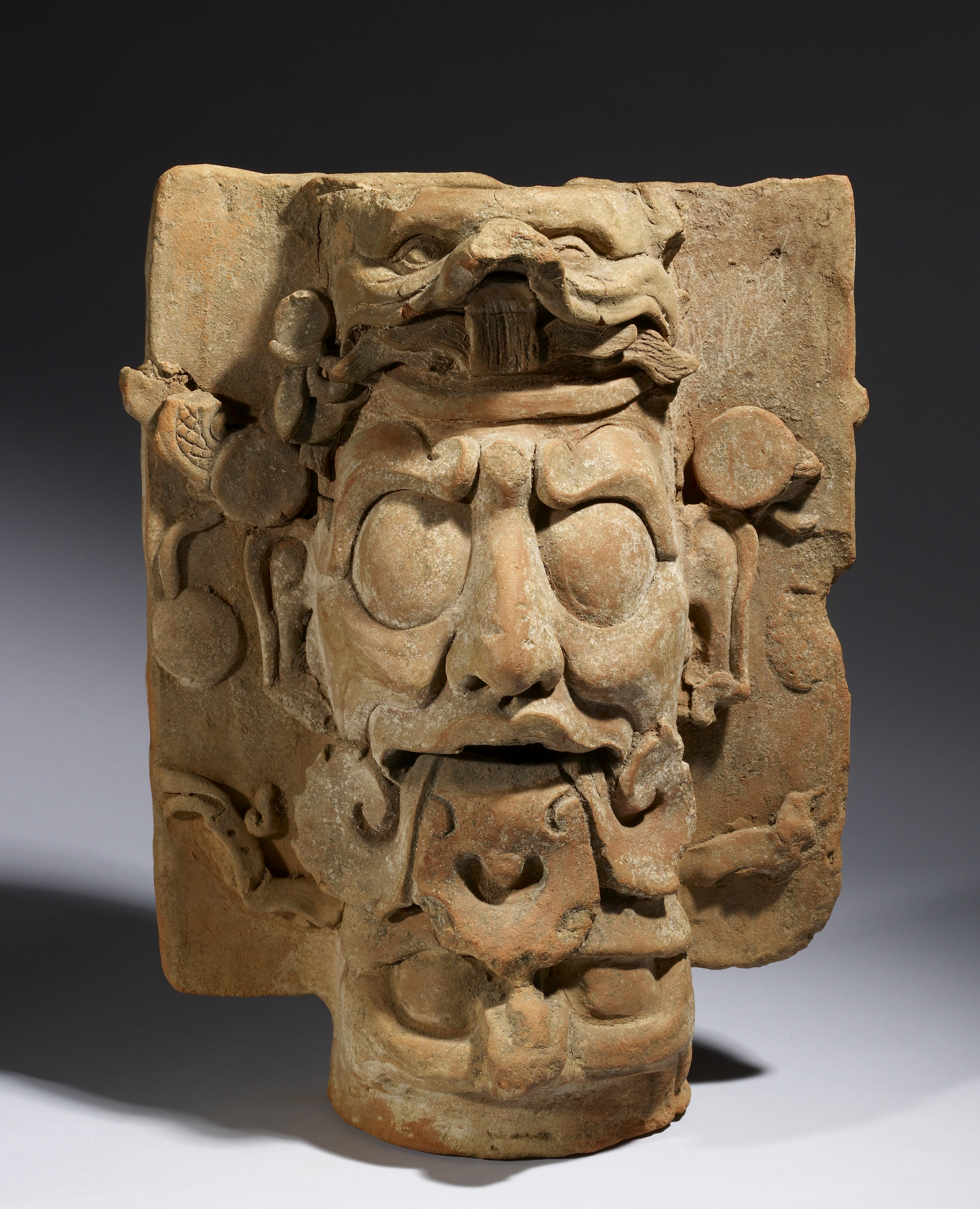
Porte-encensoir en provenance de Palenque.
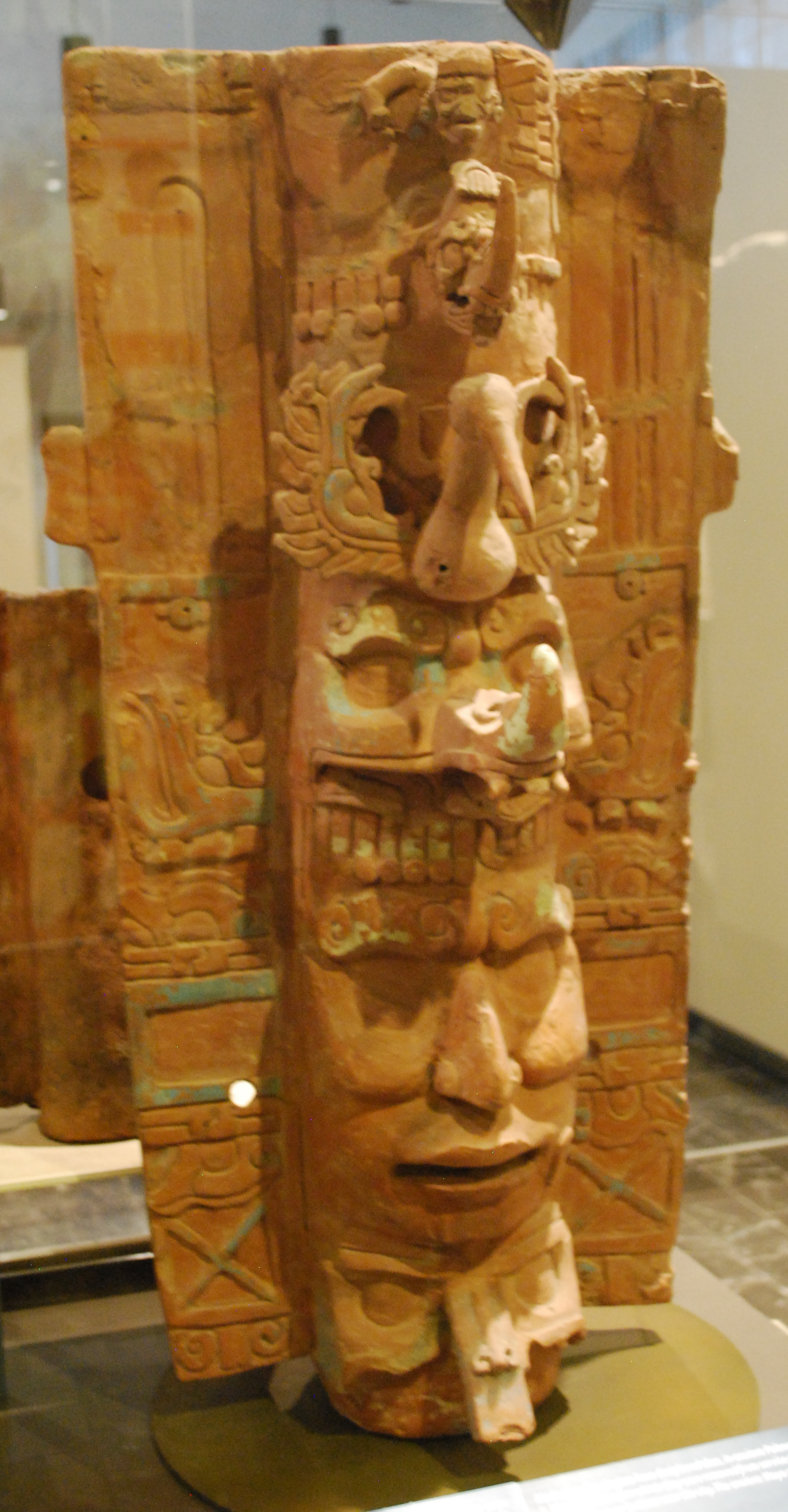
Porte-encensoir en provenance de Palenque.

### Figurines
Des figurines en terre cuite existent dans le monde maya depuis le Préclassique. Leur production cesse pratiquement au Classique.
Au Classique récent se développe une tradition de figurines polychromes, dont un grand nombre provient de tombes sur l'île de Jaina près de la côte du Campeche. Retrouvées dans un contexte funéraire, elles sont généralement placées à la tête ou sur la poitrine du défunt. Pour réaliser ces pièces, les Mayas ont eu recours à deux techniques. Ils ont commencé par façonner à la main des statuettes pleines. Afin de faire face à une demande croissante, ils ont ensuite réalisé des pièces creuses en série par moulage.
Certaines de ces figurines sont des instruments de musique, sifflets ou ocarinas. En glissant de petites billes dans la partie creuse, on pouvait s'en servir également comme hochets.
Les sujets sont variés, zoomorphes, anthropomorphes ou surnaturels. La gamme d'émotions et d'activités est bien plus variée que dans la sculpture monumentale. Guerriers, joueurs de balle, danseurs, chanteurs, femmes, vieillards, nains, sont saisis dans des attitudes réalistes de la vie quotidienne.

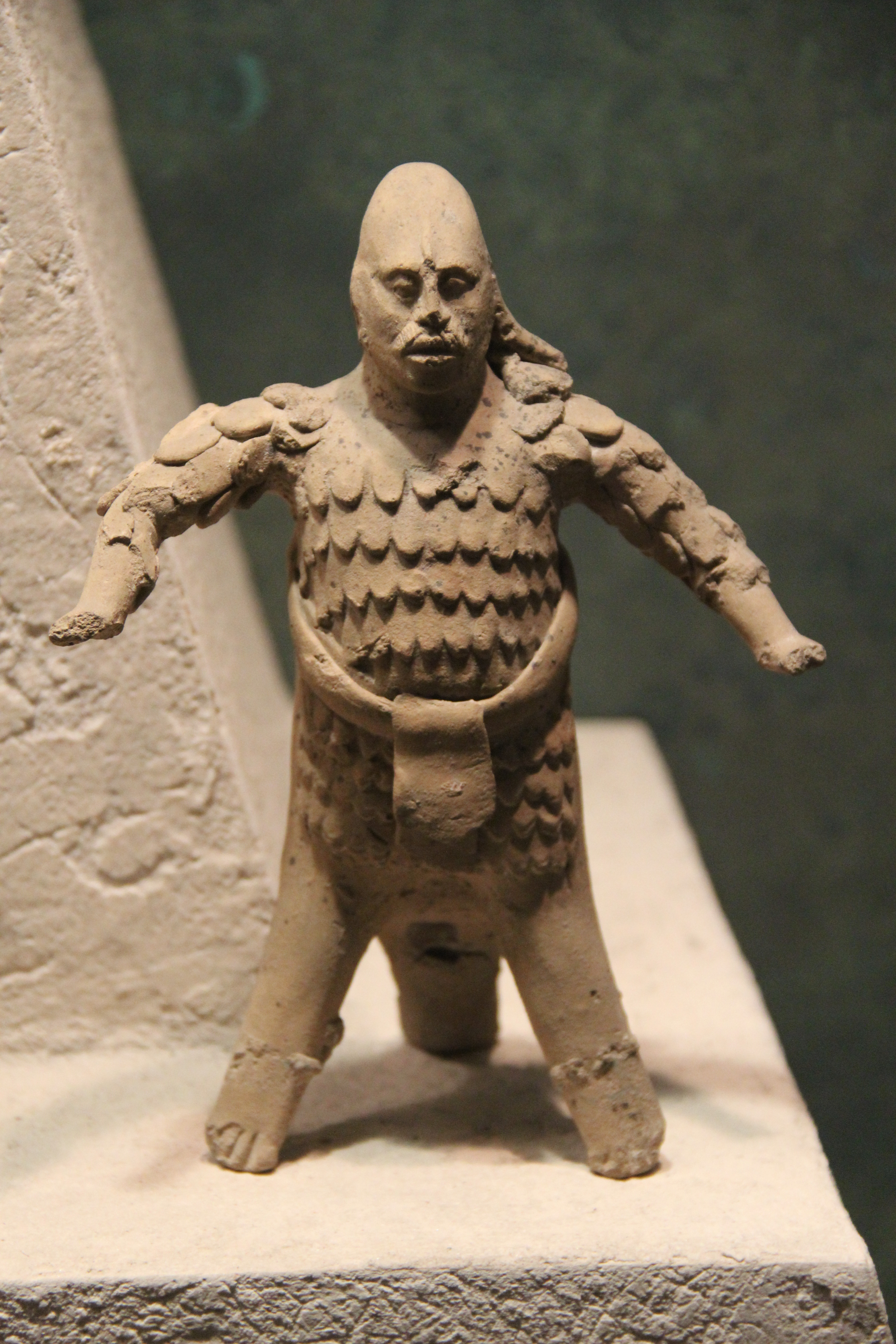
Figurine-sifflet. L'embouchure du sifflet est visible à l'arrière.
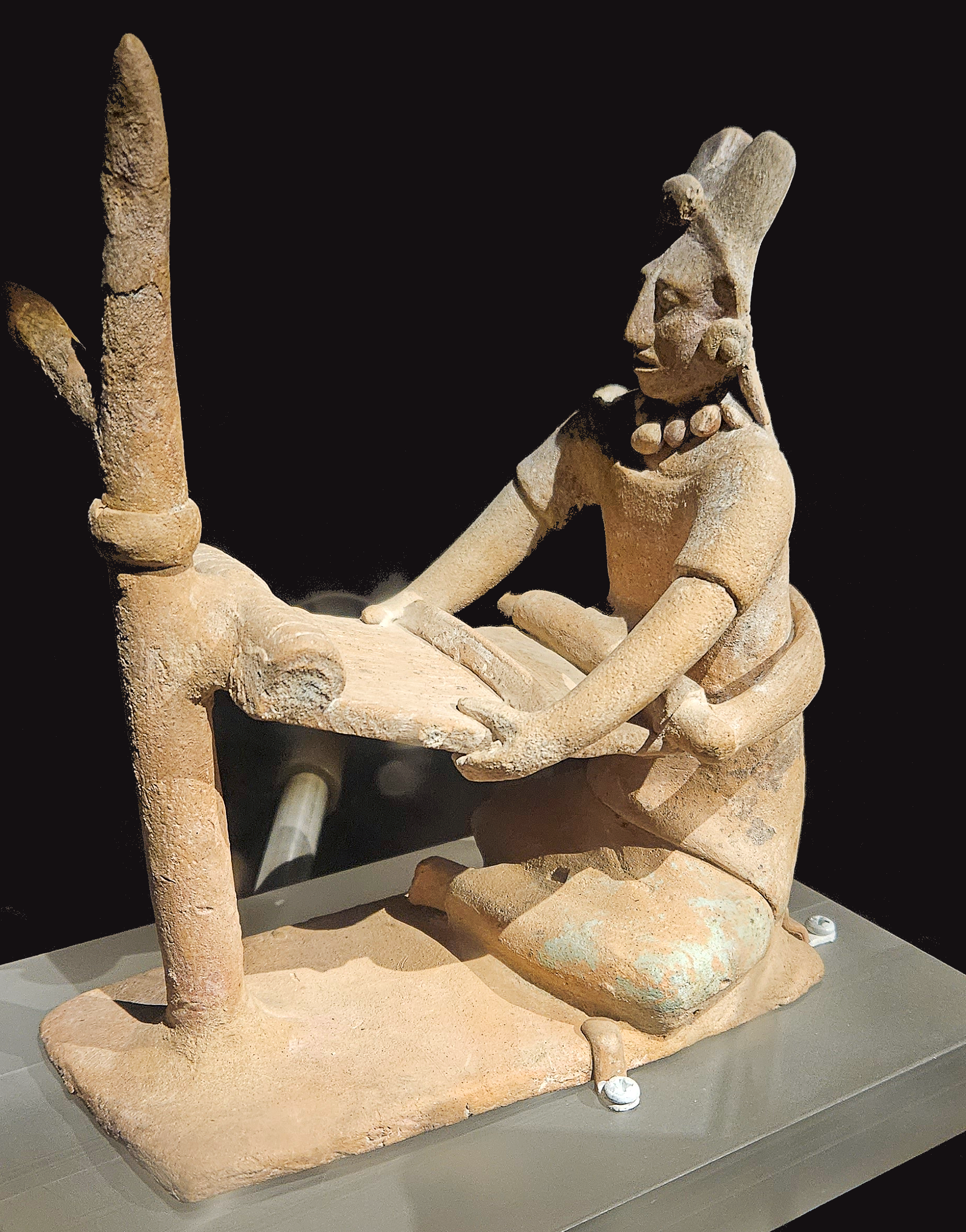
Tisserande
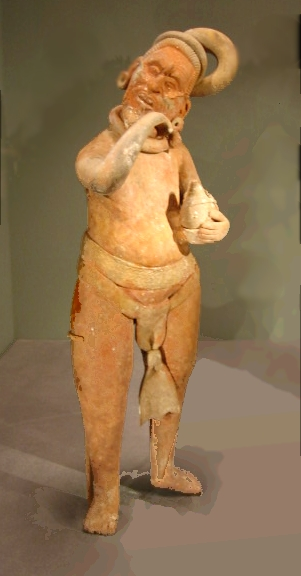
Ivrogne
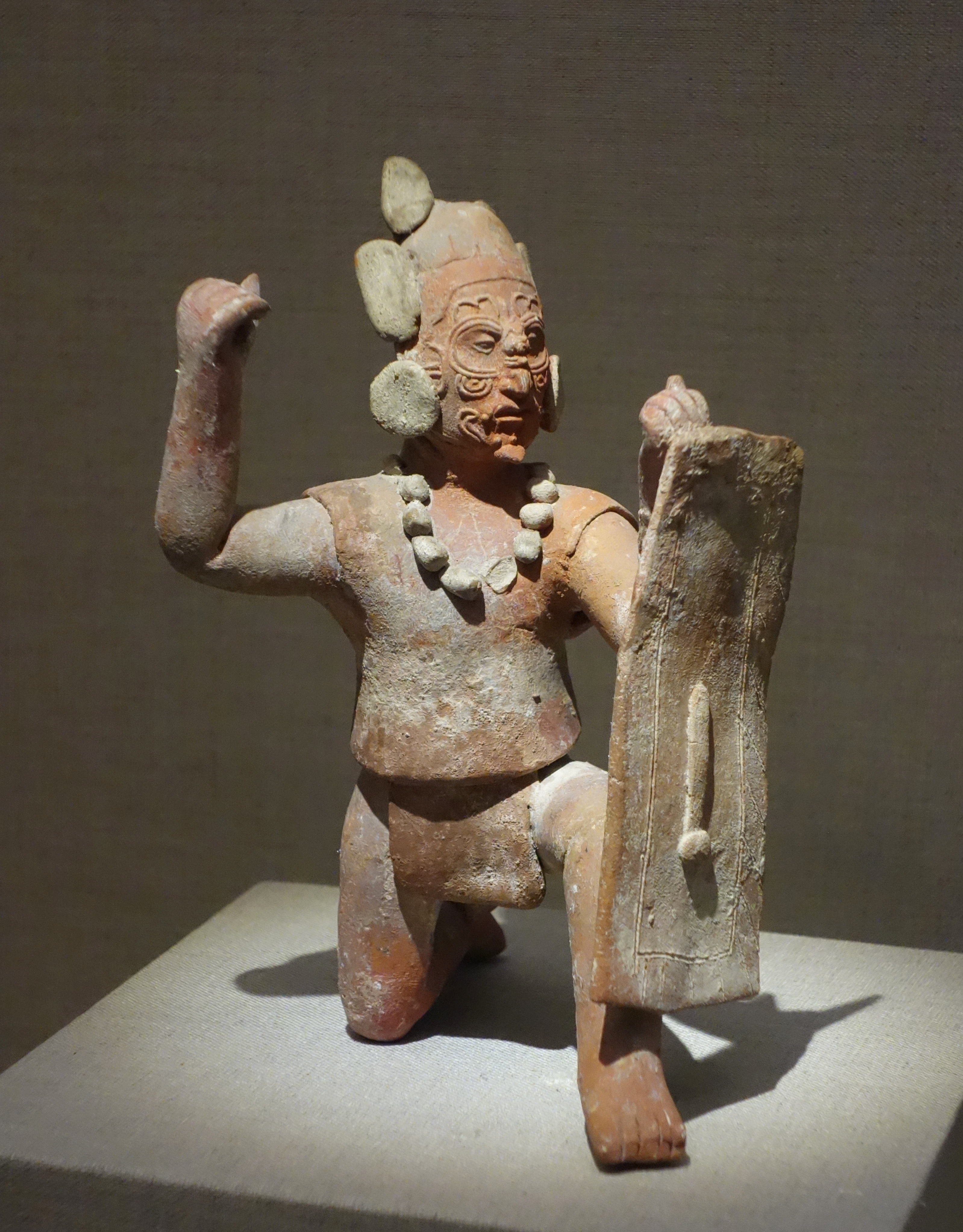
Guerrier au visage scarifié.
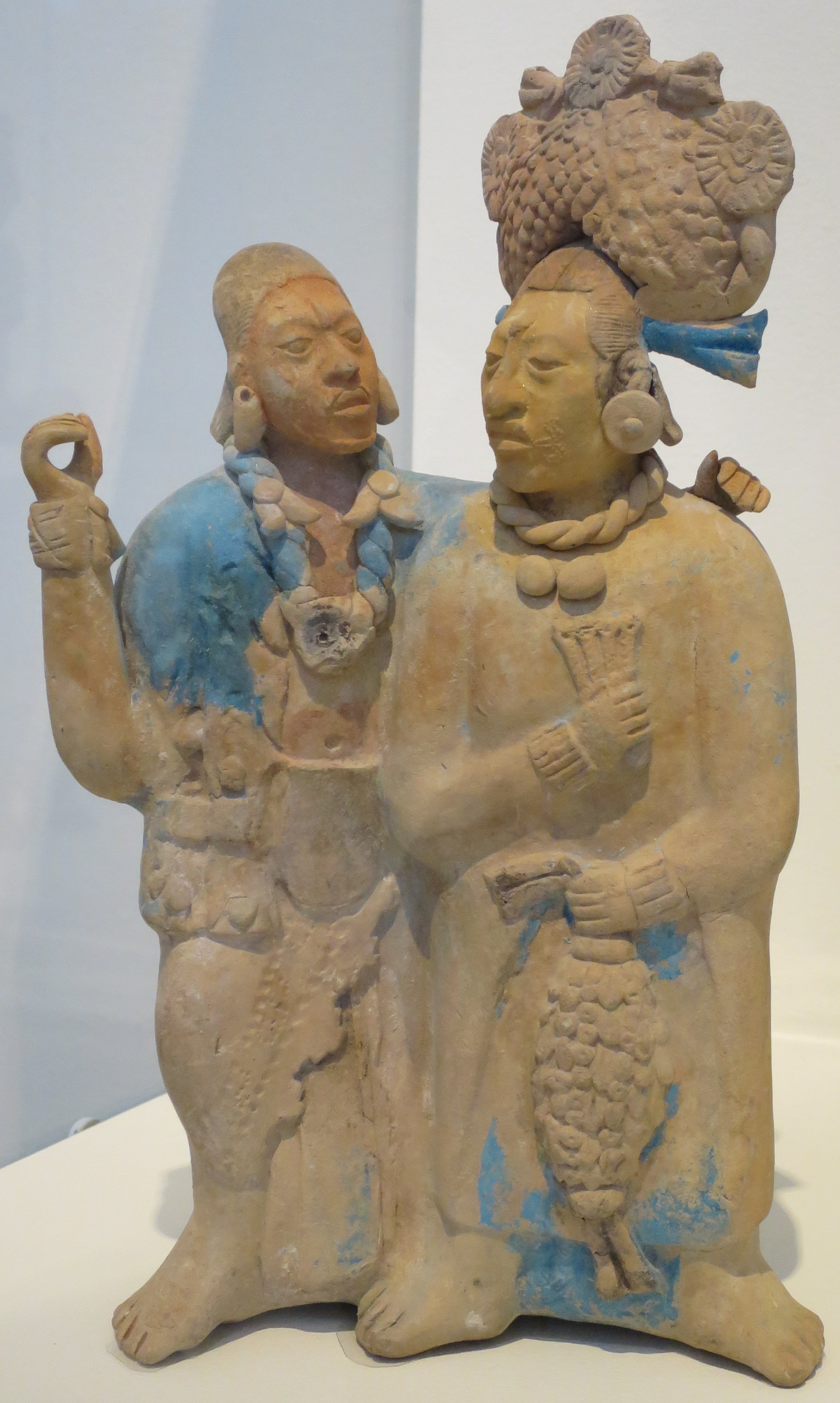
Couple
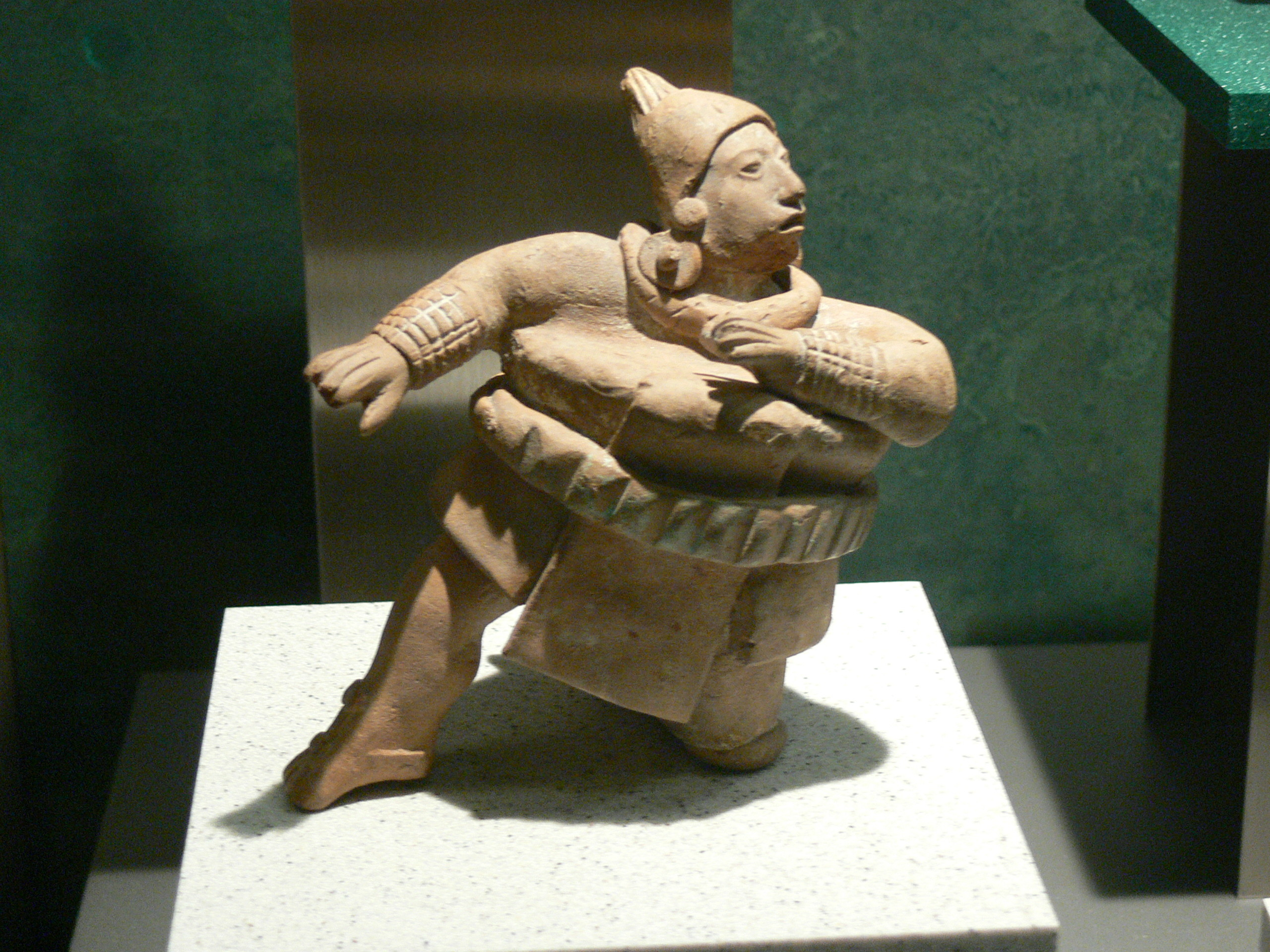
Joueur de balle muni d'un équipement de protection.

## Peinture murale
Le climat humide de la zone maya ne favorise pas la conservation des peintures murales. Il est responsable de l'instabilité de la couche stuc qui leur sert de support.  Beaucoup de ces peintures ont été découvertes dans des "substructures", c'est-à-dire des phases anciennes d'un bâtiment enterrées lors d'une reconstruction, la nouvelle structure protégeant les peintures.
Elles se caractérisent par l'utilisation d'aplats de couleur et l'absence de perspective. La peinture maya se distingue par une couleur unique : le bleu maya. Très résistant, ce complexe organo-argileux à base d'indigo a été redécouvert au XXe siècle.

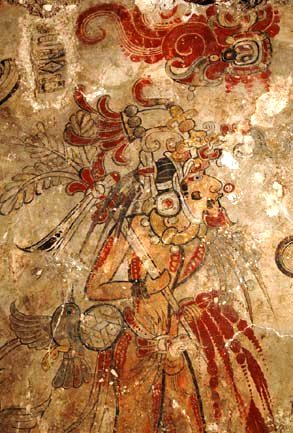
Peintures de San Bartolo. Scène d'autosacrifice

Retrouvées par hasard par William Saturno, les peintures de San Bartolo (structure "Las Pinturas" Sub 1A), datent de la fin du Préclassique (vers 100 av. J.-C.), une période de profondes transformations de la civilisation maya. Ce sont les plus anciennes connues à ce jour. Situées dans une pièce partiellement détruite, dont ne subsistent que les murs nord et ouest, les peintures ont conservé des couleurs vives, jaune-ocre, noir et surtout rouge. Elles dépeignent la création du monde par le dieu du maïs.
Dans un registre tout à fait différent, les peintures du complexe Chiik Nahb à Calakmul ont été retrouvées dans la structure I,  qui présente huit phases de construction. L'une d'entre elles, la structure I-4, datée de 550, présente des peintures murales bien conservées sur toutes les façades subsistantes. Sur trois niveaux, une trentaine de panneaux peints, représentant des scènes naturalistes où des hommes, des femmes et un enfant interagissent dans des scènes de la vie quotidienne, vendant ou échangeant des marchandises. Elles sont accompagnées d'inscriptions hiéroglyphiques qui éclairent leur activité, par exemple "personne du tabac". Elles doivent leur excellent état de préservation aux efforts des Mayas eux-mêmes qui les ont recouvertes de boue et de pierraille.

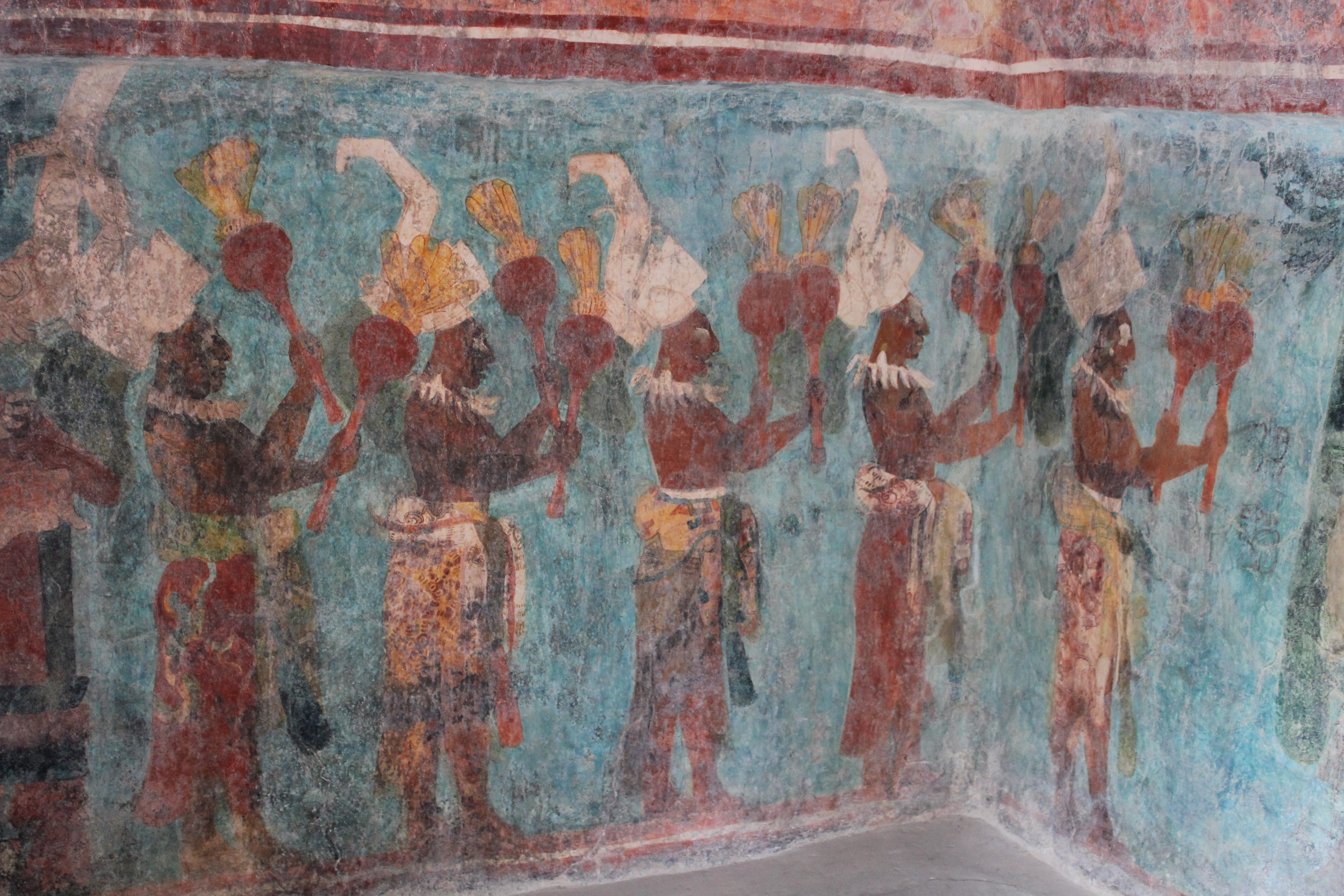
Peintures de Bonampak, pièce 1. Musiciens

Découvertes en 1946, les célèbres peintures du site de Bonampak sont fort dégradées. Datées de 790, elles couvrent les murs et les plafonds des trois pièces de la structure 1 en registres superposés. Elles offrent une représentation réaliste des élites mayas, dans un style plus proche des sculptures de Yaxchilan que des peintures sur céramique. Les scènes de guerre, et plus encore celle de la présentation des prisonniers au roi victorieux, sont d'une intensité et d'une expressivité particulièrement saisissantes. Une partie des peintures est accompagnée d'inscriptions qui commentent les scènes et mentionnent le nom des personnages.
En 2010, un archéologue exhuma des peintures murales sur le site de Xultun, à quelques kilomètres de San Bartolo. Dans une petite pièce comblée de débris par les Mayas eux-mêmes, ont été retrouvées non seulement des peintures murales, mais également des tables astronomiques. Elles ont été datées des environs de l'an 800, contemporaines donc de celles de Bonampak. Endommagés par des pillards, les fragments de peintures représentent un souverain assis sur son trône, deux serviteurs et, sur un autre mur, trois personnages peints en noir.

## Sculpture

### Sculpture sur pierre
On distingue la sculpture indépendante de la sculpture architecturale. La sculpture maya est généralement réalisée en bas-relief, mais elle peut être en ronde-bosse quand le matériau s'y prête.

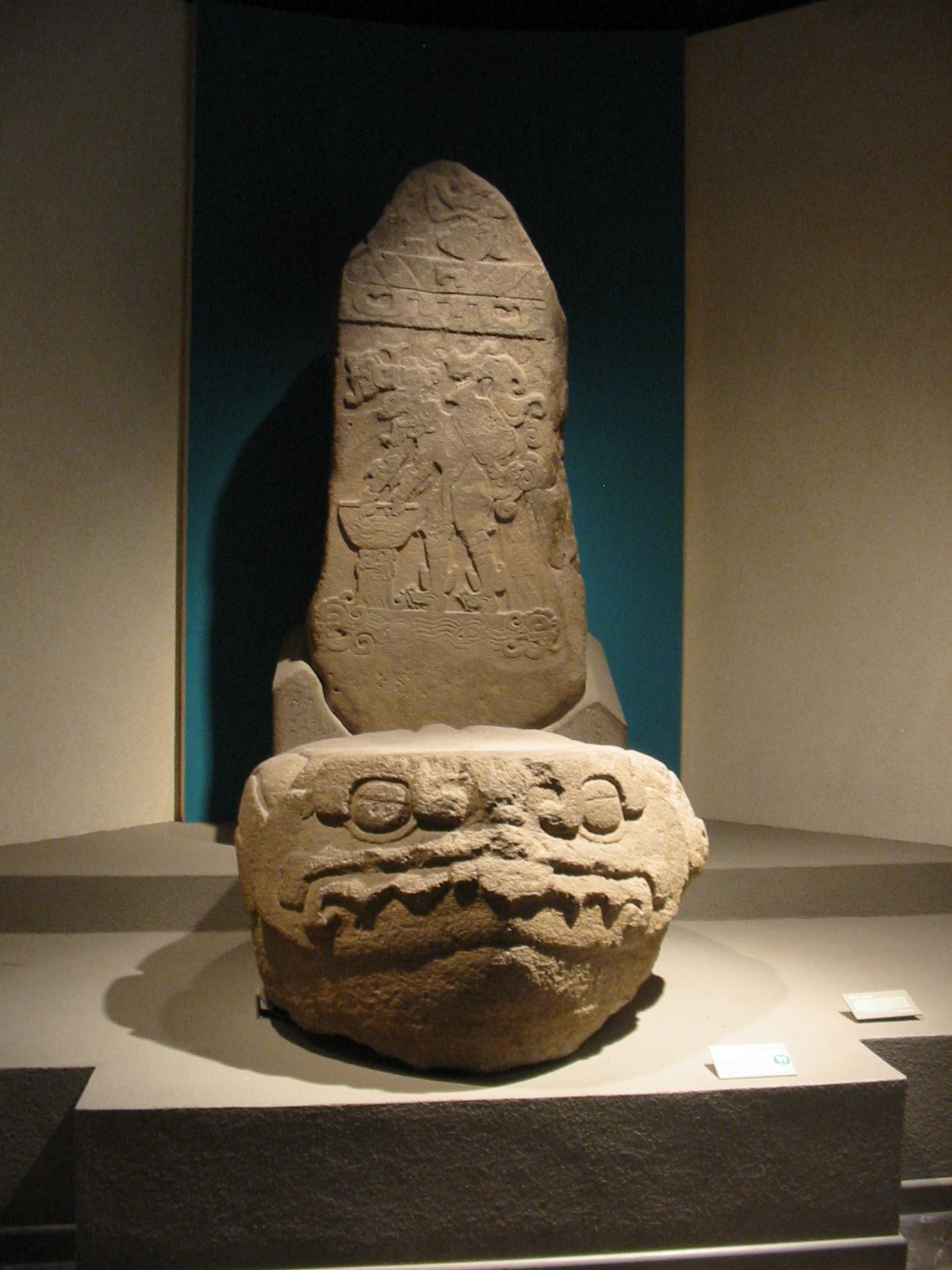
stèle 1 d'Izapa accompagnée d'un autel

Les premières sculptures monumentales apparaissent au Préclassique récent dans les Hautes-Terres sous forme de complexes stèle-autel sur les sites d'Izapa et de Kaminaljuyu. Sculptées en bas-relief, les stèles représentent des scènes mythologiques (Izapa) ou des figures probablement historiques. Les représentations humaines suivent certaines conventions : vue de profil et vision de face du torse. Les stèles sont accompagnées d '"autels" sculptés en forme de grenouilles.
Le Classique ancien voit les sites de la région du Peten prendre le relais des Hautes-Terres. Les stèles sculptées de personnages accompagnés d'inscriptions hiéroglyphiques et de dates en Compte long y sont le moyen de prédilection pour affirmer le pouvoir divin des souverains locaux dans un style où l'on reconnaît l'influence de la grande métropole du Mexique central, Teotihuacan. La stèle 29 de Tikal est la plus ancienne connue à ce jour. Le souverain est revêtu de la tenue de sa dignité et tient les insignes du pouvoir.
Le Classique récent voit de nombreux styles régionaux se développer. Les supports sont variés : linteaux, panneaux, marches d'escalier, trônes, montants de porte... La figure humaine prédomine. Le souverain est le centre du monde et le garant de l'ordre cosmique et se fait représenter comme tel. Il est mis en scène seul, ou en compagnie de membres de sa famille, de dignitaires ou de captifs.
On utilisait majoritairement des matériaux locaux. La pierre la plus répandue est le calcaire, facile à extraire et à travailler, qui durcit ensuite. La qualité en est néanmoins variable. Le calcaire de Calakmul est poreux et s'érode facilement. Beaucoup de sculptures de ce site sont devenues pratiquement illisibles. Les sculpteurs de Palenque, par contre, avaient accès à un calcaire fin, d'un beau jaune. À Quirigua et Tonina, on disposait de grès, tandis qu'à Copan, on exploitait les qualités du tuf vert, tendre et malléable.
Les différences régionales sont sensibles. À Tikal, la sculpture est conservative. Sur les stèles figurent des souverains représentés de profil dans un cadre, dont ils débordent parfois.
À Yaxchilan et Palenque, on se met à sculpter des panneaux comportant plusieurs personnages, représentant des scènes de cour. Les linteaux sont la forme dominante de sculpture à Yaxchilan. Leur composition est plus dynamique, notamment dans des scènes d'autosacrifice représentées avec un luxe de détails. À Palenque, où il n'existe pas de stèles, la sculpture s'épanouit dans les bas-reliefs. Si les panneaux du Groupe de la Croix en constituent de magnifiques exemples, la sculpture la plus connue de Palenque est le couvercle du sarcophage de K'inich Janaab' Pakal Iᵉʳ, dont le tombeau se trouve sous le Temple des Inscriptions.

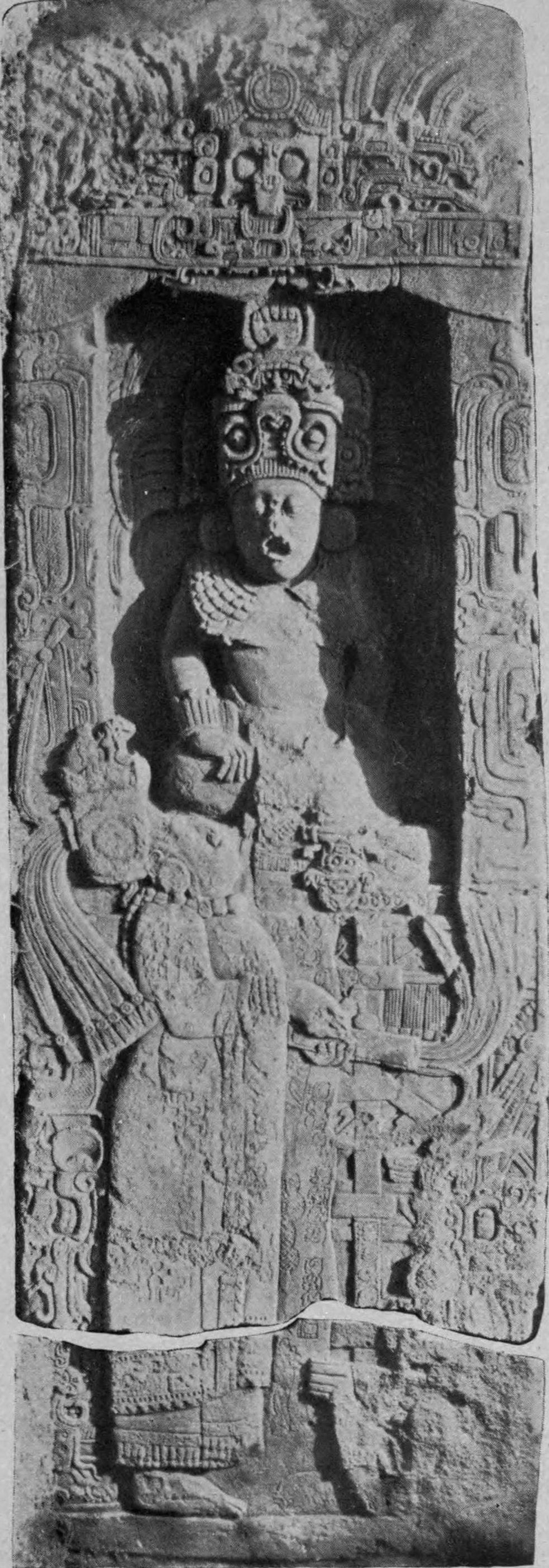
Stèle 14 de Piedras Negras

Les deux cités proches et rivales de Copan et Quirigua ont connu un développement similaire vers la frontalité. C'est à Copan que les personnages des stèles se détachent le plus du fond. Elles sont presque en ronde-bosse sans jamais l'atteindre et se caractérisent par la richesse des détails Le personnage le plus représenté est le souverain Waxaklajuun Ubah K'awiil.
Après sa victoire sur ce dernier, le souverain du site voisin de  Quirigua se lança dans un programme d'érection de stèles, dont la stèle E avec ses 11 m, dépassant en taille tout ce que l'on avait connu jusque-là. Quiriga se distingue également par l'érection de « zoomorphes », terme employé par les archéologues pour désigner d'énormes blocs de grès taillés en haut-relief et à l'iconographie particulièrement complexe, représentant des animaux associés à des souverains ainsi qu'à des glyphes.
À Tonina, les statues évoluent du bas-relief de profil vers le haut-relief de face pour atteindre finalement la ronde-bosse. Les artistes de Piedras Negras représentent le souverain assis dans une niche.

### Bois
Le milieu tropical humide n'est pas propice à la conservation des objets en bois. Des milliers d'œuvres qui ont dû exister, il n'en subsiste qu'une poignée, dont une statue de nain en ronde-bosse originaire du Tabasco.
Plusieurs linteaux en bois de sapotillier ont survécu à Tikal (temples II, III et IV, et Structure 10).

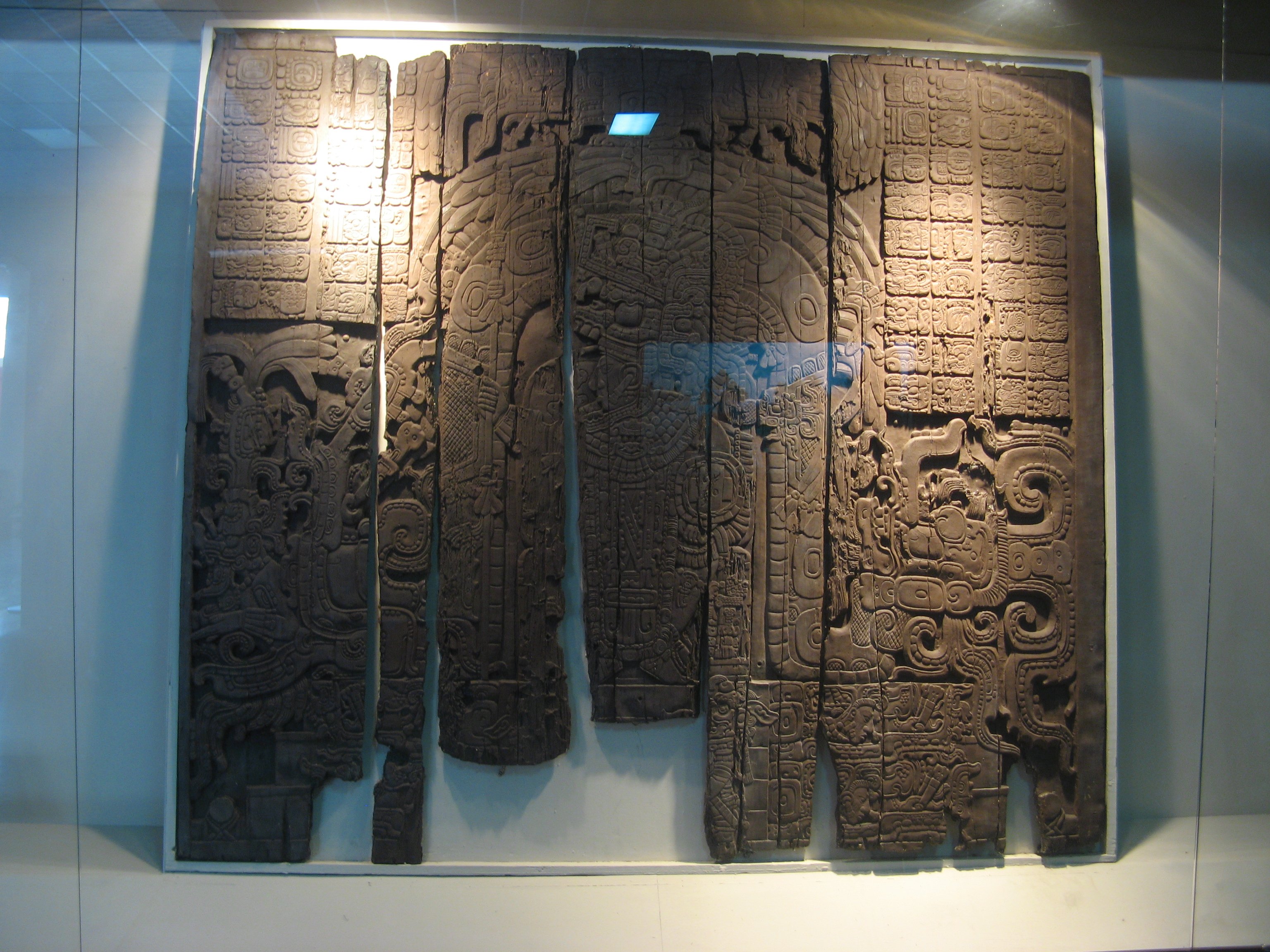
Linteau 3 du Temple IV de Tikal
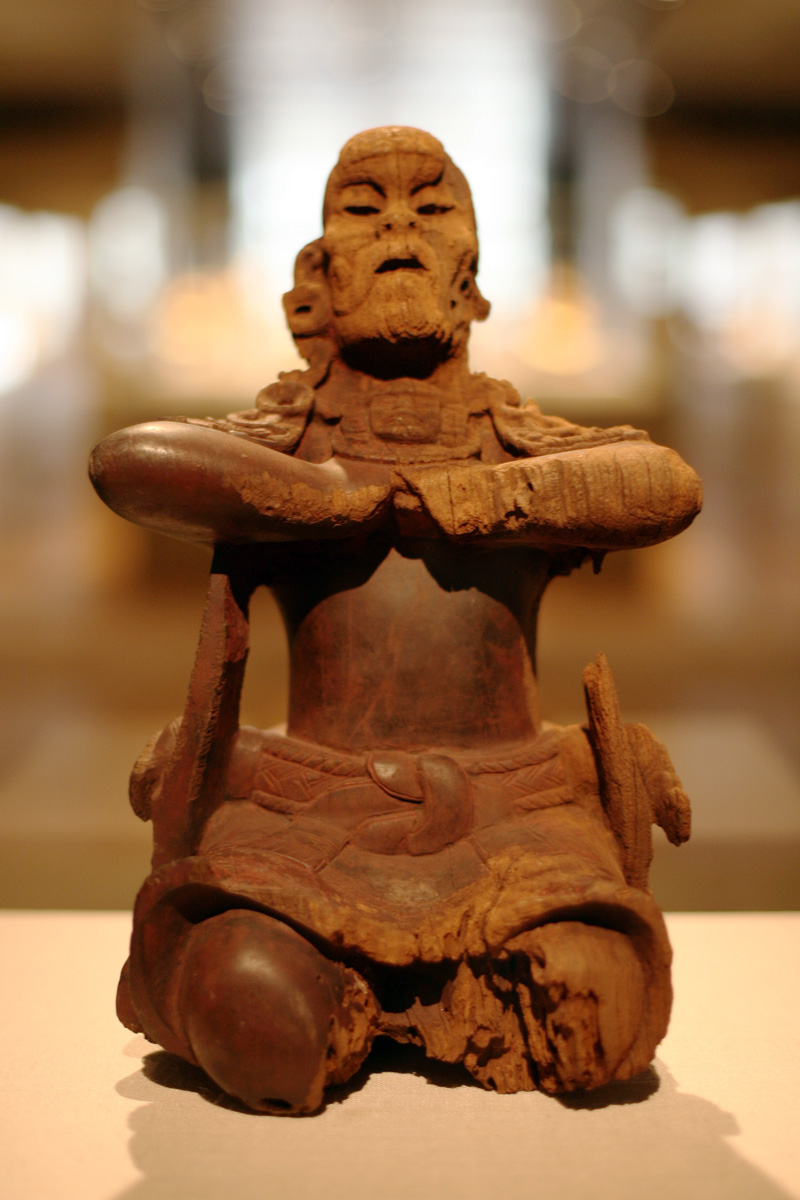
Statue de nain.

### Stuc
Le stuc, obtenu en mélangeant de l'eau et des gommes végétales avec du calcaire, est très apprécié pour la décoration des parois. Sa fabrication entraîne cependant une consommation importante de bois à brûler.
Le stuc est le mode d'expression de prédilection au Préclassique récent. Les façades sont décorées de grands masques en stuc qui flanquent les escaliers des édifices. À El Mirador, certains masques colossaux ont une largeur de 10 m et une hauteur de quelque 5 m. Les premiers ont été exhumés à Uaxactun dans les années 1920. Depuis lors, les découvertes se sont multipliées, sur les sites de Nakbe, Cerros, Lamanai ou encore Yaxuna.

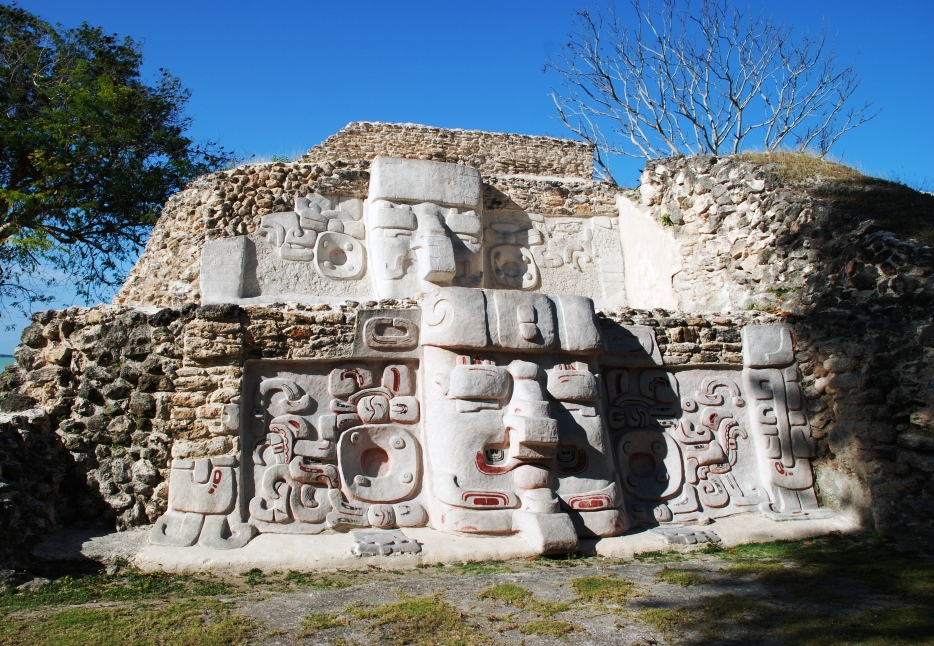
Masques monumentaux de Cerros.
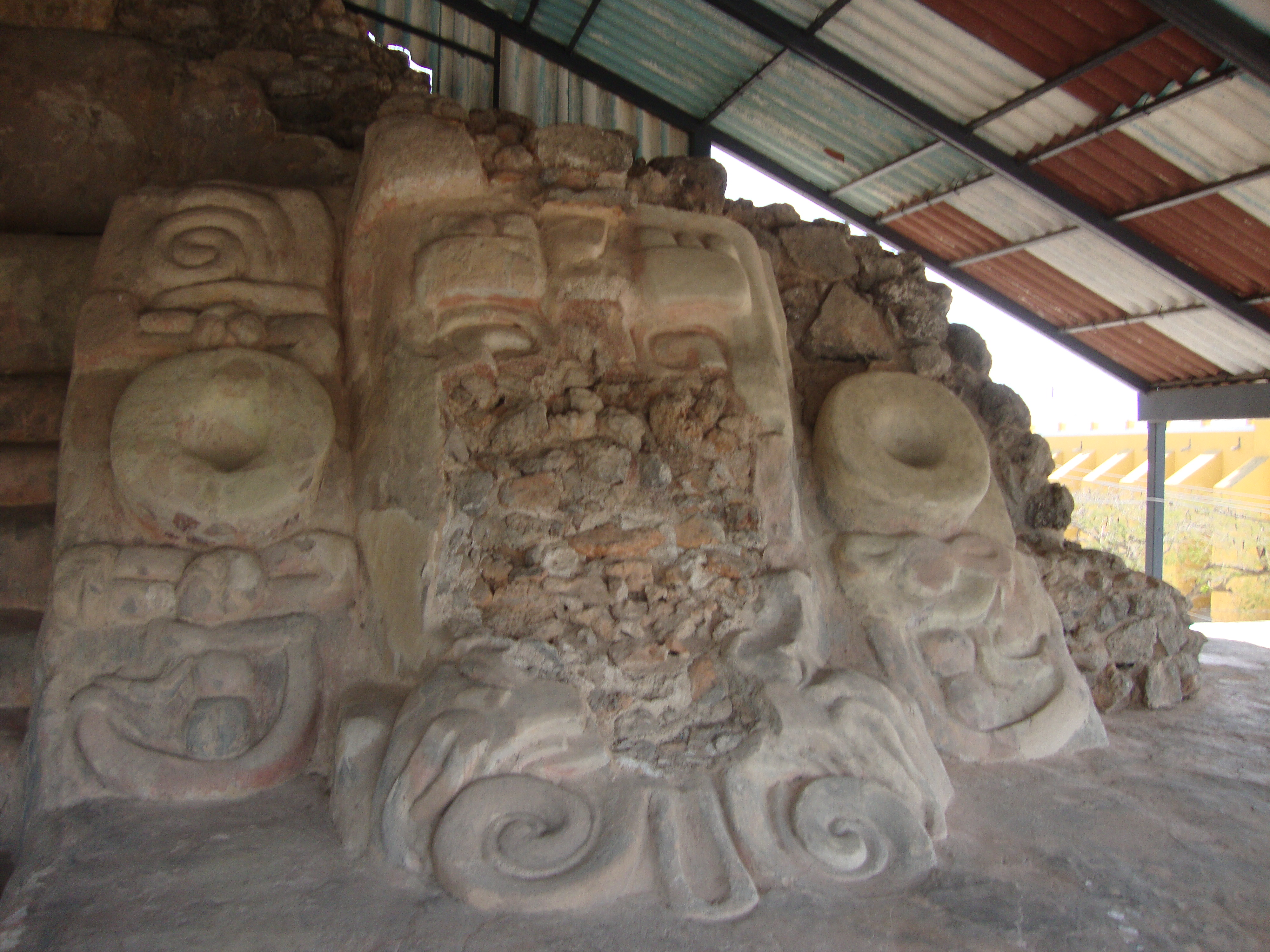
Acanceh, masque en stuc de la pyramide principale.
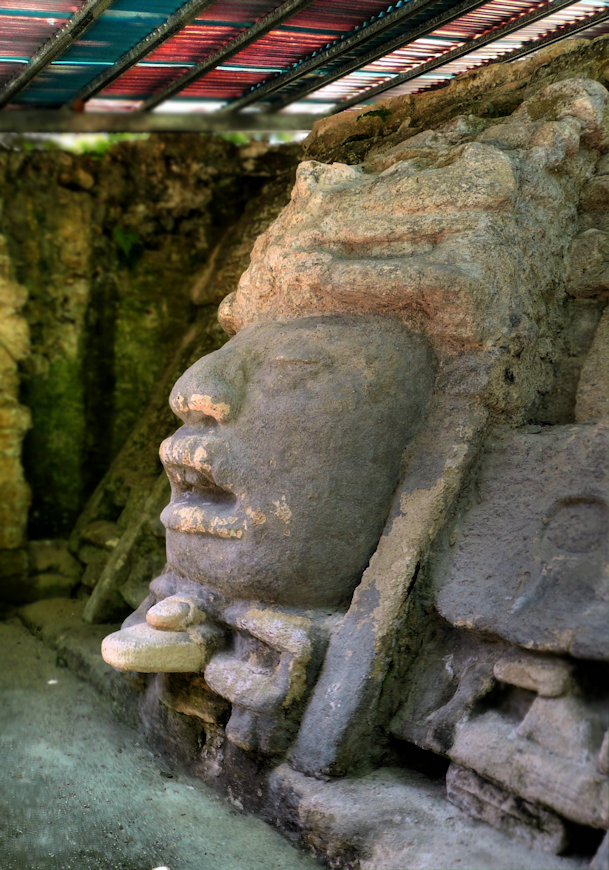
Lamanai.

À l'Époque classique, le stuc est largement utilisé pour la décoration sous forme de panneaux, de frises ou pour la décoration des crêtes faitières. Le stuc était appliqué sur une armature de mortier et de pierre.

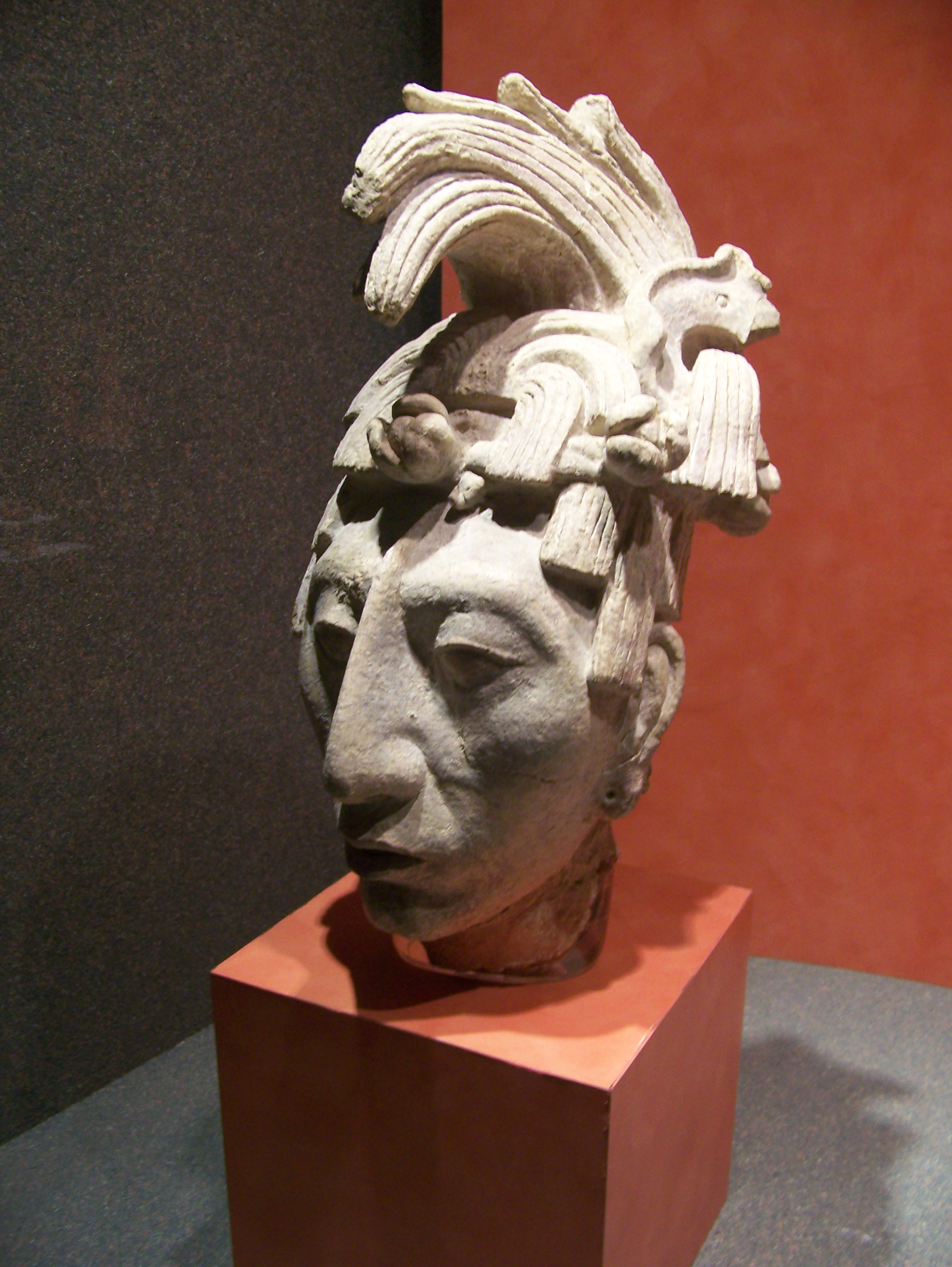
Tête en stuc de K'inich Janaab' Pakal Ier

Les artistes de Palenque excellaient en sculpture sur stuc. Ils ont tiré de ce matériau très plastique des œuvres d'un grand réalisme. Des portraits en stuc témoignent de leur intérêt pour la physionomie humaine, notamment le célèbre portrait du souverain K'inich Janaab' Pakal Ier et celui d'une femme, sans doute son épouse, retrouvés dans sa tombe, et sans doute arrachés d'une frise.

## Jade
Les Mayas appréciaient le jade pour sa rareté et sa couleur verte qui évoque la végétation  Il était associé à la fertilité, au dieu du maïs et à la résurrection. Les objets en jade étaient souvent transmis de génération en génération.

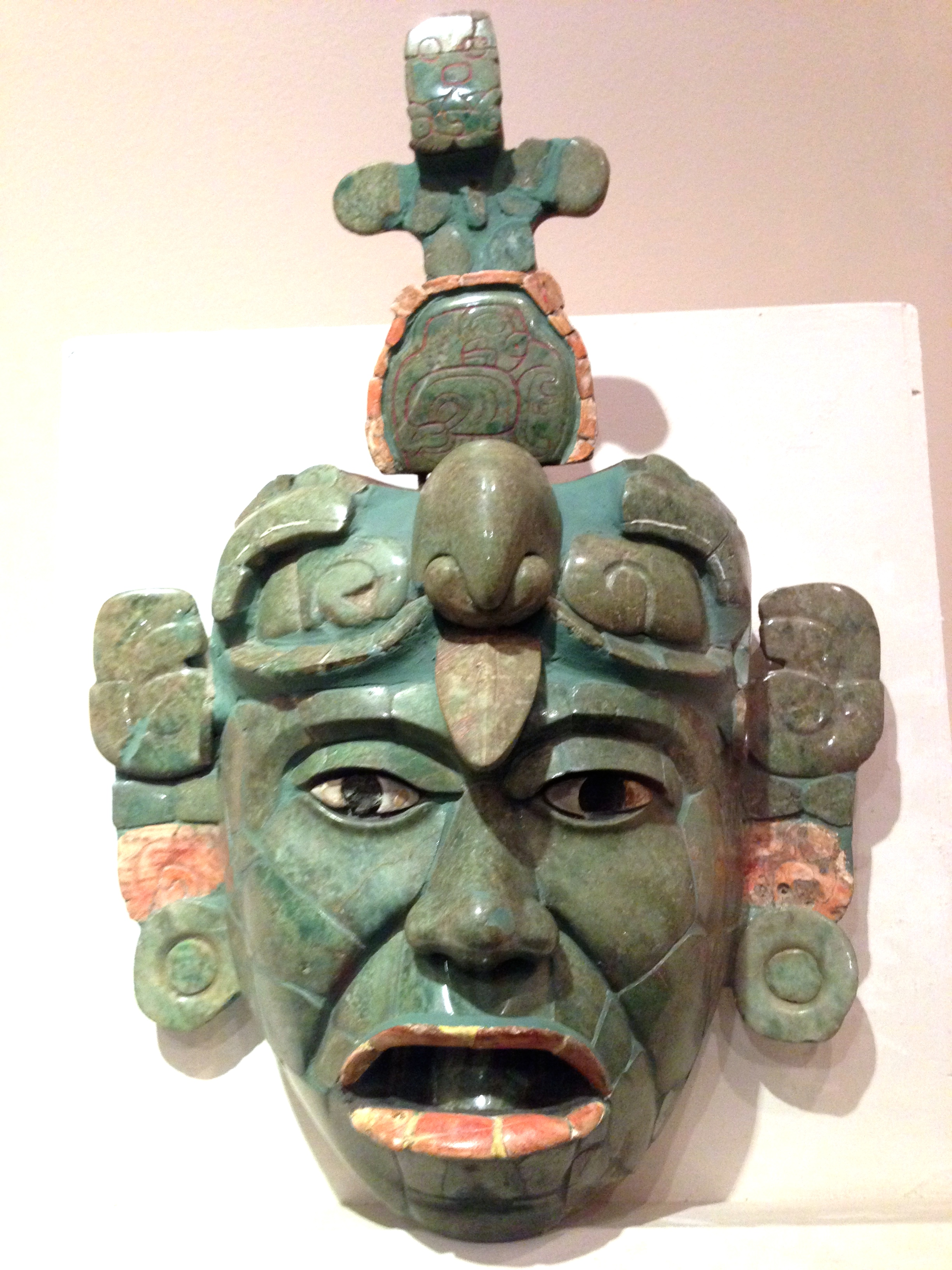
Masque funéraire provenant de Tikal. Mosaïque de jade, pyrite et coquillage.

Parmi les objets les plus prestigieux figuraient les masques funéraires, composés de fines tesselles de jade (associées à des éléments de coquillages marins, d'obsidienne, d'hématite spéculaire ou de pyrite) collées sur une âme en bois, en pierre ou en stuc. Un des plus célèbres est le masque mortuaire du souverain de Palenque K'inich Janaab' Pakal, De tels masques funéraires ont été retrouvés dans des tombes sur d'autres sites, comme Calakmul, Dzibanché ou Tikal. La Sépulture 116, découverte dans le Temple I de Tikal, a livré un exceptionnel récipient en mosaïque de jade dont le couvercle représente la tête du défunt sous les traits du dieu du maïs.
La plus grosse sculpture en jade jamais retrouvée pèse 4,42 kg. Elle provient de Altun Ha.
De la simple perle à la statuette, il existe une grande variété d'artefacts travaillés en jade, principalement des bijoux (boucles d'oreille, colliers, pectoraux, bracelets, ornements de cheville) qui rehaussent le prestige royal, mais également diverses plaques.

## Coquillage et os
Les coquillages provenant de la mer des Caraïbes ont été utilisés pour produire des disques et d'autres éléments décoratifs représentant des têtes humaines, et peut-être des têtes et des divinités ancestrales; les trompettes fabriquées à partir de coquilles de conques marines perforées aux extrémités ont été décorées de la même manière. Le spondyle était le coquillage le plus prisé des Mayas. Des os humains et animaux ont été décorés de symboles et de scènes incisés. Une série de petits os tubulaires modifiés, provenant d'une sépulture royale du huitième siècle située dans le temple du Grand Jaguar à Tikal, contient certaines des gravures mayas les plus subtiles que l'on connaisse, notamment plusieurs scènes mythologiques représentant le dieu du maïs dans un canoë.
Qu'il s'agisse de coquillages ou d'os, les lignes gravées sont souvent remplies d'hématite rouge ou de cinabre pour des raisons esthétiques, mais aussi pour augmenter la lisibilité.

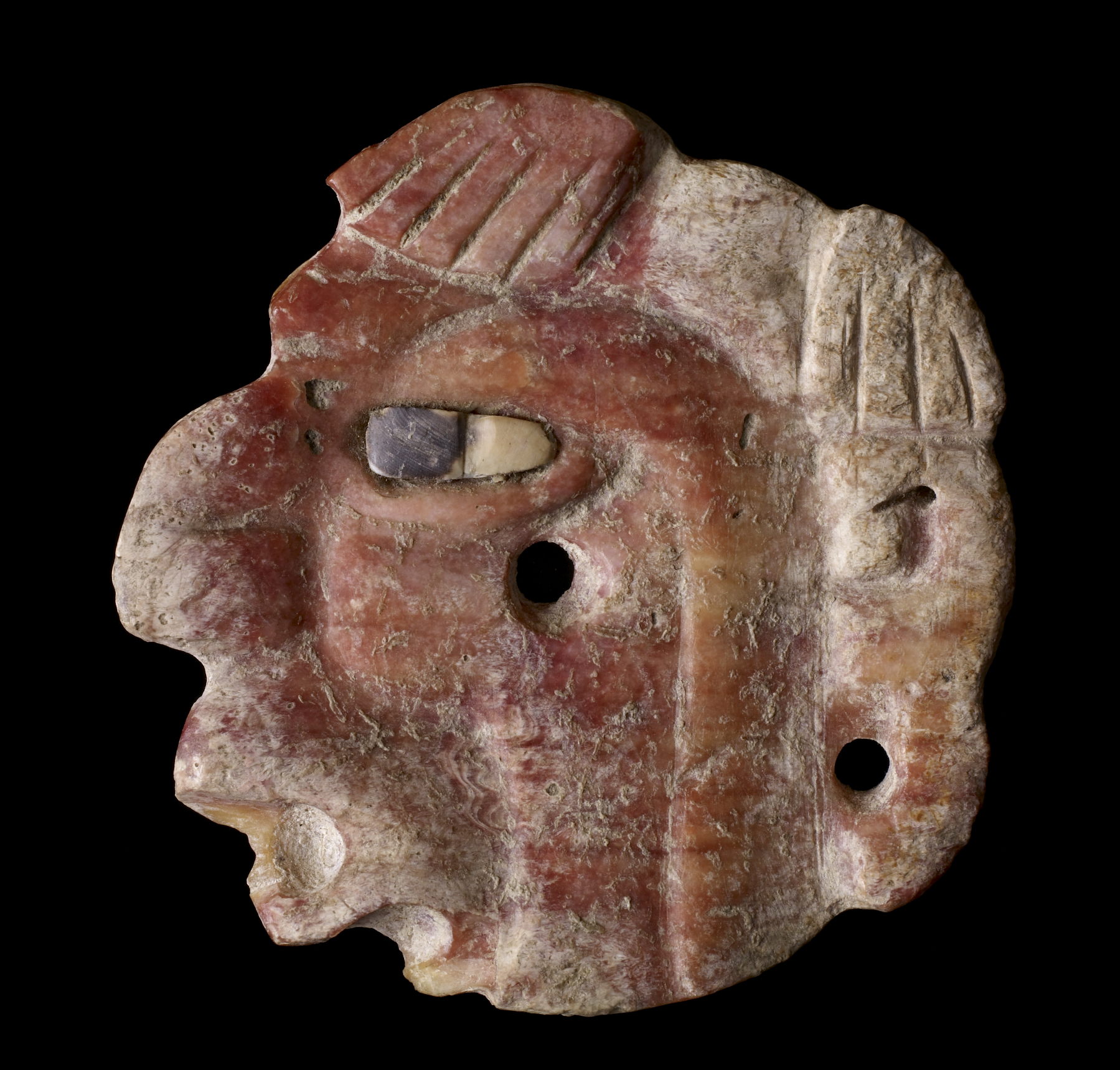
Tête humaine de profil avec un œil incrusté
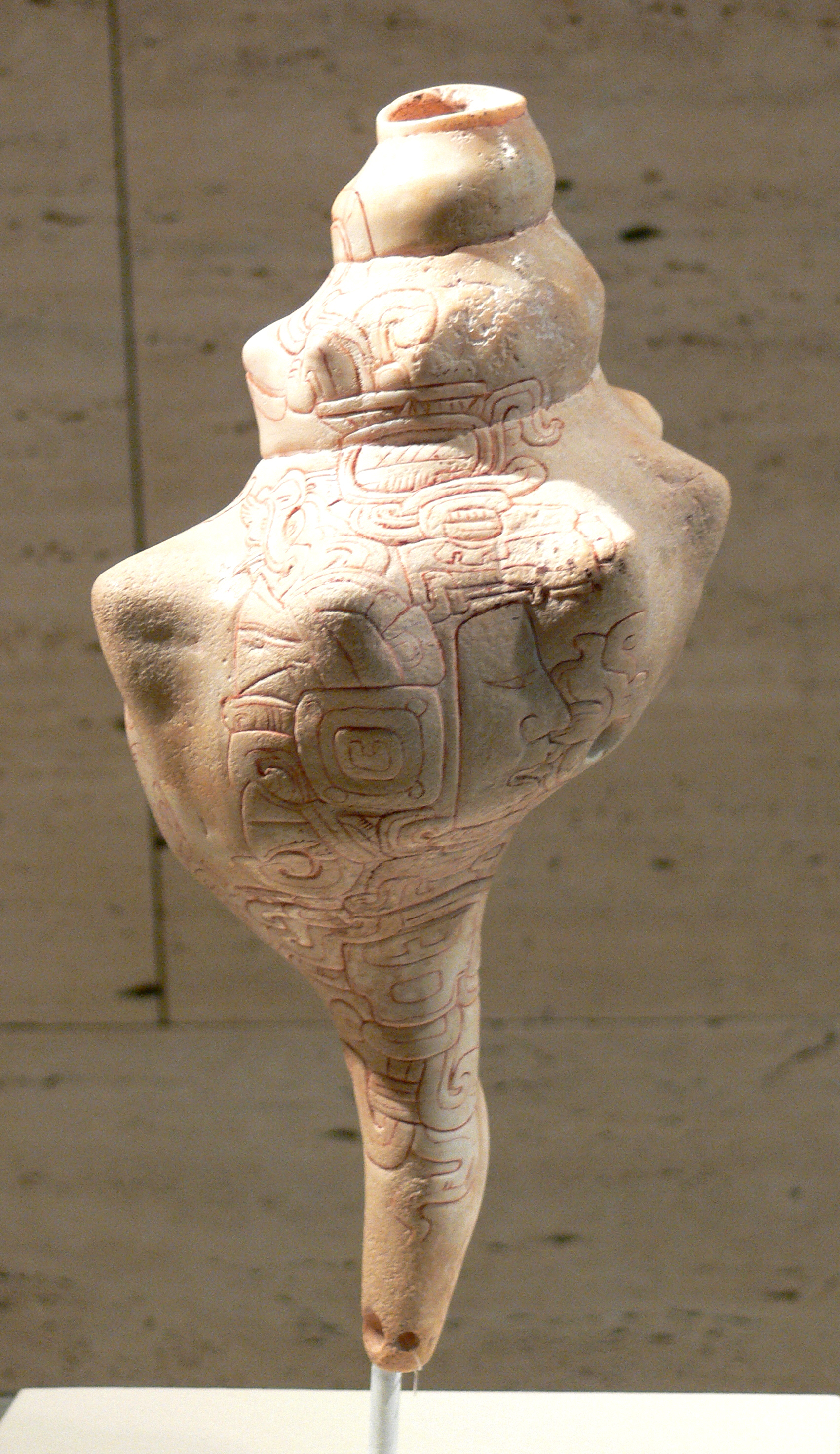
Trompette
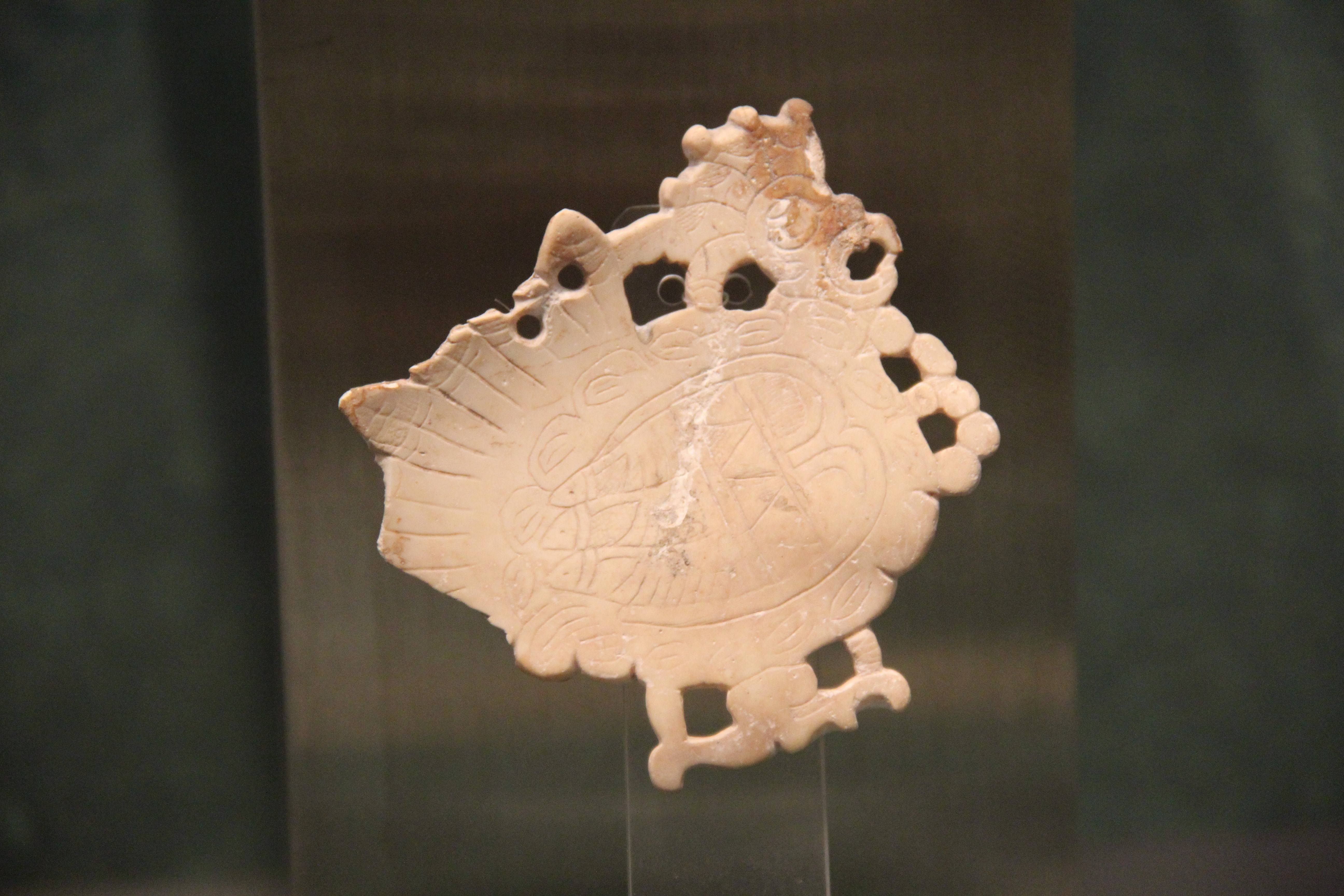
Coquillage provenant de la mer des Caraïbes

## Excentriques

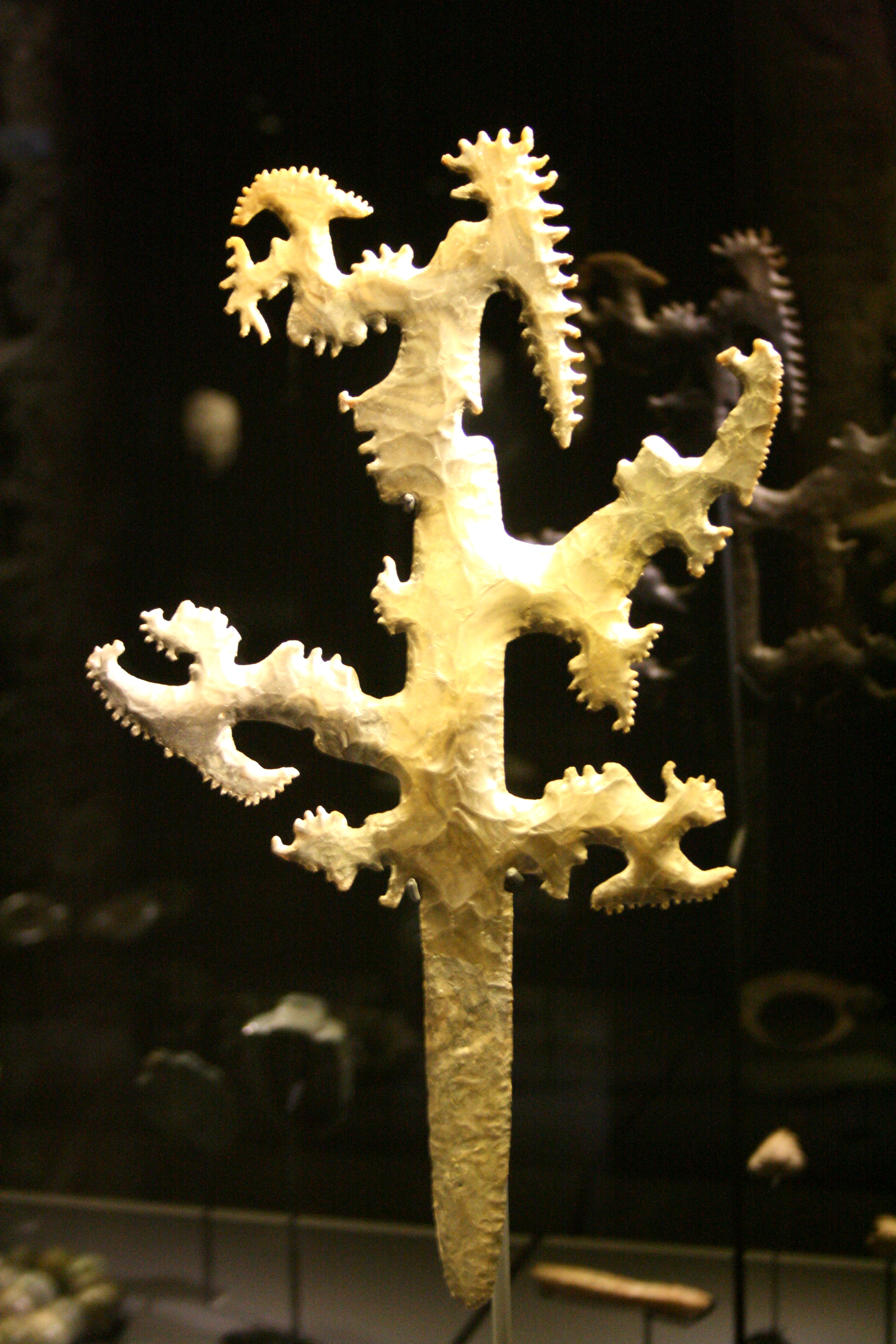
Excentrique en silex formé de silhouettes de K'awiil

Taillés dans le silex ou l'obsidienne, les excentriques sont une des formes les plus originales de l'art maya.